# Cos d'Agents Rurals
El Cos d'Agents Rurals és un cos d'administració especial de la Generalitat de Catalunya, actualment adscrit al Departament d'Interior i Seguretat Pública de la Generalitat de Catalunya. Els membres del Cos d'Agents Rurals són funcionaris de carrera que tenen la condició d'agents de l'autoritat i de policia judicial genèrica en l'exercici de llurs funcions i als efectes establerts legalment. Dins d'aquest marc, els seus membres resten subjectes a la normativa bàsica de l'Estat i a la legislació sobre la funció pública de la Generalitat de Catalunya.
Creat per la Llei 9/1986, de 10 de novembre, de Cossos de Funcionaris de la Generalitat de Catalunya, amb Jordi Pujol i Soley com a President i Josep Miró i Ardèvol com a Conseller del Departament d'Agricultura, Ramaderia i Pesca. El Cos d'Agents Rurals enllaça, com agents forestals, amb la Guarderia Forestal de l'Estat, traspassada pel Reial Decret 1950/1980, del 31 de juliol de Presidència del Govern espanyol, i també amb la tradició del Servei Forestal de la Generalitat de Catalunya creat el 25 de gener de 1932, que havia tingut com a precedent el del mateix nom creat per la Mancomunitat de Catalunya, el qual va exercir les seves funcions fins al 1923.
Disposa de desplegament territorial que abasta totes les comarques catalanes, llevat de la Val d'Aran, on les competències les assumeix el Consell General d'Aran. Està estructurat territorialment en àrees bàsica, regional i general, disposa d'àrees d'especialització amb temàtiques de treball específiques, de grups de suport transversals a les àrees, i de grups especials per a comeses determinades.
Desenvolupant competències incloses a l'Estatut d'Autonomia de Catalunya, el Cos d'Agents Rurals té atribuïdes les competències de vigilància, control, protecció, prevenció integral i col·laboració en la gestió del medi ambient. La Llei 17/2003 n'estableix l'estructura i en determina les seves funcions en matèria de gestió forestal, cinegètica, piscícola i d'incendis forestals, entre altres aspectes.
El Cos d'Agents Rurals exerceix les funcions en el marc de les atribucions del departament competent en matèria de medi ambient i en aplicació de la legislació vigent en aquesta matèria, alhora que per virtut de convenis amplia el seu àmbit competencial a determinades matèries d'altres departaments de la Generalitat de Catalunya.

## Dades bàsiques

### Efectius
El nombre màxim d'efectius reals operatius del Cos d'Agents Rurals a finals d'un any natural és de 691 (el 2023), en funció de les convocatòries s'ha anat incrementant, per contra entre convocatòries s'ha anat perdent efectius. Per altra banda, la vinculació dels professionals ha estat majoritàriament de funcionari i unes poques places estaven cobertes per personal interí. Entre els anys 2012 i 2016 no hi ha interins al Cos, a partir de l'any 2017 novament hi ha personal interí per tal de cobrir l'important nombre de places vacants. D'acord amb el Banc de dades d’ocupació pública la vinculació dels membres a darrer dia de l'any és la següent:
| Funcionariat | 2004 | 2005 | 2006 | 2007 | 2008 | 2009 | 2010 | 2011 | 2012 | 2013 | 2014 | 2015 | 2016 | 2017 | 2018 | 2019 | 2020 | 2021 | 2022 | 2023 | 2024 |
| ------------ | ---- | ---- | ---- | ---- | ---- | ---- | ---- | ---- | ---- | ---- | ---- | ---- | ---- | ---- | ---- | ---- | ---- | ---- | ---- | ---- | ---- |
| Funcionaris  | 364  | 358  | 355  | 491  | 496  | 488  | 484  | 510  | 507  | 501  | 499  | 496  | 487  | 471  | 471  | 462  | 457  | 455  | 492  | 610  | 689  |
| Interins     | 33   | 33   | 44   | 16   | 25   | 32   | 38   | 1    | 0    | 0    | 0    | 0    | 0    | 22   | 26   | 32   | 32   | 34   | 19   | 1    | 1    |
| Total        | 397  | 391  | 399  | 507  | 521  | 520  | 522  | 511  | 507  | 501  | 499  | 496  | 487  | 493  | 497  | 494  | 489  | 489  | 511  | 611  | 690  |

La distribució de les places dotades al Cos d'Agents Rurals, d'acord amb els Pressupostos de la Generalitat de Catalunya, és:
| Grup   | 2007 | 2008 | 2009 | 2010 | 2011 | 2012 | 2014 | 2015 | 2017 | 2019 | 2020 | 2022 | 2023 |
| ------ | ---- | ---- | ---- | ---- | ---- | ---- | ---- | ---- | ---- | ---- | ---- | ---- | ---- |
| A      | 0    | 0    | 0    | 0    | 0    | 0    | 0    | 0    | 0    | 0    | 0    | 4    | 4    |
| B      | 0    | 0    | 0    | 0    | 0    | 0    | 0    | 0    | 0    | 0    | 35   | 50   | 50   |
| C      | 343  | 427  | 339  | 334  | 392  | 395  | 393  | 392  | 521  | 534  | 521  | 599  | 636  |
| D      | 157  | 73   | 186  | 191  | 133  | 130  | 126  | 126  | 2    | 1    | 1    | 1    | 1    |
| Places | 500  | 500  | 525  | 525  | 525  | 525  | 519  | 518  | 523  | 535  | 557  | 654  | 691  |

### Proporció de gènere
La proporció d'homes al Cos d'Agents Rurals és predominant, tot i que les darreres promocions s'hi han incorporat un major % de dones. Cal tenir en compte que per reglament del Cos d'Agents Rurals, es practica una discriminació positiva de la dona per tal de compensar aquest dèficit, en conseqüència hi ha accions d'informació, orientació, motivació i assessorament o d'altres procediments que facilitin i fomentin la participació de les dones en les convocatòries d'accés a les diverses categories del Cos d'Agents Rurals, i també la formació i la promoció professionals. D'acord amb el Banc de dades d’ocupació pública la proporció de gènere és la següent:

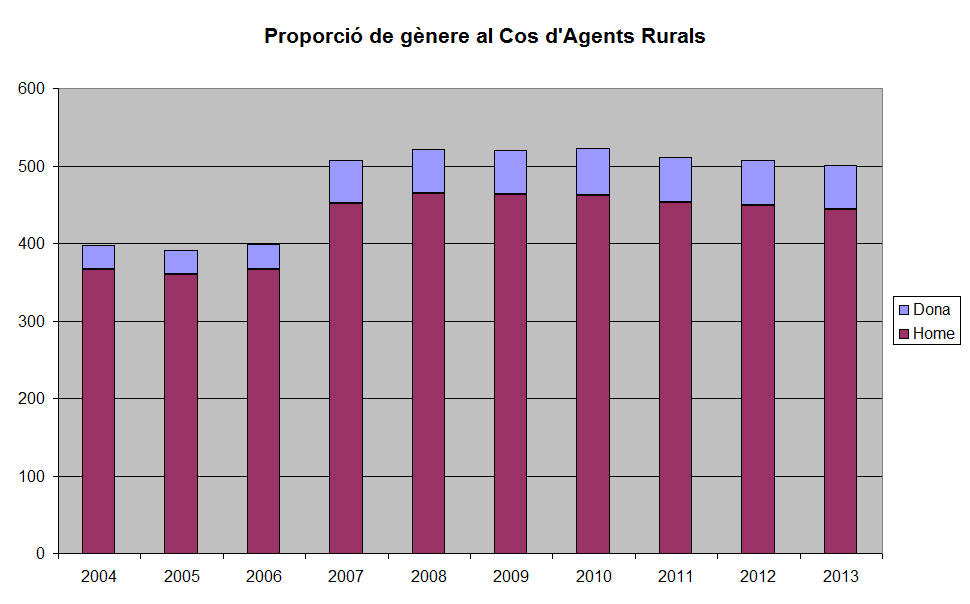
Proporció de gènere al Cos d'Agents Rurals

| Gènere | 2004 | 2004   | 2005 | 2005   | 2006 | 2006   | 2007 | 2007   | 2008 | 2008   | 2009 | 2009   |
| ------ | ---- | ------ | ---- | ------ | ---- | ------ | ---- | ------ | ---- | ------ | ---- | ------ |
| Dona   | 31   | 7,81%  | 31   | 7,93%  | 32   | 8,02%  | 55   | 10,85% | 56   | 10,75% | 57   | 10,96% |
| Home   | 366  | 92,19% | 360  | 92,07% | 367  | 91,98% | 452  | 89,15% | 465  | 89,25% | 463  | 89,04% |
| Total  | 397  |        | 391  |        | 399  |        | 507  |        | 521  |        | 520  |        |

| Gènere | 2010 | 2010   | 2011 | 2011   | 2012 | 2012   | 2013 | 2013   | 2014 | 2014   | 2015 | 2015   | 2016 | 2016   | 2017 | 2017   | 2018 | 2018   | 2019 | 2019   |
| ------ | ---- | ------ | ---- | ------ | ---- | ------ | ---- | ------ | ---- | ------ | ---- | ------ | ---- | ------ | ---- | ------ | ---- | ------ | ---- | ------ |
| Dona   | 60   | 11,49% | 58   | 11,35% | 58   | 11,44% | 57   | 11,38% | 57   | 11,42% | 55   | 11,09% | 56   | 11,50% | 63   | 12,80% | 63   | 12,68% | 65   | 13,16% |
| Home   | 462  | 88,51% | 453  | 88,65% | 449  | 88,56% | 444  | 88,62% | 442  | 88,58% | 441  | 88,91% | 431  | 88,50% | 430  | 87,20% | 434  | 87,32% | 429  | 86,84% |
| Total  | 522  |        | 511  |        | 507  |        | 501  |        | 499  |        | 496  |        | 487  |        | 493  |        | 497  |        | 494  |        |

| Gènere | 2020 | 2020   | 2021 | 2021   | 2022 | 2022   | 2023 | 2023   | 2024 | 2024   |
| ------ | ---- | ------ | ---- | ------ | ---- | ------ | ---- | ------ | ---- | ------ |
| Dona   | 63   | 12,86% | 63   | 13,02% | 74   | 14,34% | 117  | 19,15% | 151  | 21,88% |
| Home   | 427  | 87,14% | 421  | 86,98% | 442  | 85,66% | 494  | 80,85% | 539  | 78,12% |
| Total  | 490  |        | 484  |        | 516  |        | 611  |        | 690  |        |

### Estadístiques d'actuacions
Les funcions del Cos d'Agents Rurals queden reflectides en les actuacions que efectua segons els diferents àmbits materials distribuïts en 8 conceptes, entre els quals cal destacar la de caça i protecció dels animals i la d'incendis forestals, que actualment requereixen un nombre d'intervencions major. Pel que fa al tipus d'actuació, les tasques d'inspecció són les més habituals a tots els àmbits.
Els conceptes en què es distribueixen són:
- Incendis Forestals. Correspon a mesures d'inspecció de prevenció d'incendis forestals i les derivades d'accions en col·laboració en la gestió i d'intervenció en incendis forestals. El desenvolupament normatiu i d'actuació efectuat en matèria de prevenció d'incendis forestals ha obligat a una major activitat inspectora i repartida al llarg de l'any, a diferència de l'inici que estava centrat en un determinat període de l'any.
- Caça i Protecció d'Animals. És el concepte amb un increment major. Cal atribuir-ho en bona part a la recollida i el transport de fauna, els censos de fauna i les investigacions sobre ús de verins i arts il·legals i sobre la mort d'espècies protegides, que, a més, han motivat l'augment dels atestats en aquesta matèria. Cal tenir en compte que a partir de l'any 2007 el Cos d'Agents Rurals assumeix la col·laboració en la gestió en els espais cinegètics de gestió pública i el seu personal s'integra directament o indirectament al Cos.
- Pesca Continental. Aquest concepte l'any 1996 era compartit amb pesca marítima on no es diferenciava per medi aquàtic, cal entendre que part de les dades 1996 són pesca marítima. L'any 2009 va ser una de les àrees en què es va treballar més intensament a causa de l'entrada en vigor de la vigent Llei de pesca, per tornar a la normalitat posteriorment. Les infraccions més comunes són la manca de llicència de pesca, la manca de permís per a les zones de pesca controlada i la utilització d'esquers prohibits.
- Pesca Marítima. En aquest concepte s'inclou tant la pesca professional com recreativa, de seguiment i control del furtivisme i de vigilància d'espais naturals protegits amb medi marí.
- Circulació Motoritzada. Accions de seguiment de la normativa de regulació de l'accés motoritzat al medi natural, on les infraccions més freqüents són per circular per vials prohibits, o per circular camps a través.
- Medi Ambient. El 1996 no existia aquest concepte, les actuacions que es feien quedaven en el concepte altres actuacions. Les actuacions se centren en la inspecció d'abocaments de residus, especialment de runes, crema de residus i abandonament de vehicles, i d'inspeccions d'activitats extractives.
- Recursos Forestals. Participa activament en la col·laboració en la gestió administrativa de la tramitació d'expedients d'aprofitament forestal, que va minvant pel canvi de tarannà amb la potenciació de la gestió privada planificada. L'activitat inspectora es concentra principalment en el control dels aprofitaments forestals i de les plagues forestals, i també del canvi d'ús del sòl, d'obertura de pistes i construccions en terrenys forestals, així com sobre la flora amenaçada, protegida i darrerament amb la flora exòtica invasora.
- Altres actuacions. Autèntic calaix de sastre on destaca:
  - Les activitats divulgatives i de sensibilització escolar. Aquestes activitats divulgatives impartides a milers d'alumnes, sobre la prevenció en el medi ambient que han estat organitzades pel cos d'Agents Rurals.
  - Les activitats d'atenció i assistència ciutadana. Destaca especialment en l'assistència ciutadana, com a conseqüència dels efectes de la nevada del mes de març de 2010 sobre la ciutadania. Aquestes actuacions van consistir en el trasllat de malalts a centres hospitalaris, el rescat de vehicles immobilitzats, la detecció de línies elèctriques afectades pel temporal i el trasllat de tècnics i equipament per a la recuperació dels repetidors de telefonia de la demarcació de Girona.
  - Les actuacions dels grups de suport aeri. Que compren accions de vigilància, detecció i perimetració d'incendis forestals, el seguiment d'activitats extractives, les infraccions urbanístiques i els treballs de fotografia aèria, entre d'altres.
  - Les actuacions dels grups de suport de muntanya. Accions de suport a la fauna amb la col·locació de càmeres per al seguiment de nius, o la instal·lació de plataformes per a la reconstrucció de nius, i el mostreig en nius d'espècies protegides. També fan seguiments d'activitats esportives en alta muntanya, com ara l'esquí de travessa, i les vies d'escalada en espais protegits i zones sensibles.

| Actuacions | Incendis Forestals | %      | Caça i Protecció d'Animals | %      | Pesca Continental | %     | Pesca Marítima | %     | Circulació Motoritzada | %     | Medi Ambient | %     | Recursos Forestals | %      | Altres actuacions | %      | TOTALS  |
| ---------- | ------------------ | ------ | -------------------------- | ------ | ----------------- | ----- | -------------- | ----- | ---------------------- | ----- | ------------ | ----- | ------------------ | ------ | ----------------- | ------ | ------- |
| 1996       | 11.358             | 11,03% | 18.483                     | 17,95% | 9.843             | 9,56% |                |       | 2.240                  | 2,18% |              |       | 34.898             | 33,90% | 26.125            | 25,38% | 102.947 |
| 1998       | 38.961             | 30,89% | 22.216                     | 17,61% | 10.006            | 7,93% | 4455           | 3,53% | 2.785                  | 2,21% | 5.267        | 4,18% | 32.081             | 25,44% | 10.350            | 8,21%  | 126.121 |
| 2007       | 26.350             | 24,13% | 31.729                     | 29,06% | 8.150             | 7,46% | 170            | 0,16% | 5.673                  | 5,20% | 7.949        | 7,28% | 15.418             | 14,12% | 13.755            | 12,60% | 109.194 |
| 2008       | 25.539             | 19,00% | 45.202                     | 33,64% | 11.003            | 8,19% | 556            | 0,41% | 4.507                  | 3,35% | 11.538       | 8,59% | 18.664             | 13,89% | 17.380            | 12,93% | 134.389 |
| 2009       | 30.696             | 20,56% | 49.876                     | 33,41% | 14.510            | 9,72% | 622            | 0,42% | 6.167                  | 4,13% | 10.451       | 7,00% | 16.751             | 11,22% | 20.200            | 13,53% | 149.273 |
| 2010       | 29.034             | 21,59% | 44.979                     | 33,44% | 9.832             | 7,31% | 409            | 0,30% | 6.165                  | 4,58% | 10.471       | 7,78% | 15.558             | 11,57% | 18.144            | 13,49% | 134.509 |
| 2011       | 28.680             | 20,98% | 46.042                     | 33,68% | 11.473            | 8,39% | 934            | 0,68% | 5.757                  | 4,21% | 8.827        | 6,46% | 14.564             | 10,65% | 20.441            | 14,95% | 136.718 |
| 2012       | 41.696             | 29,39% | 43.349                     | 30,56% | 9.063             | 6,39% | 918            | 0,65% | 5.725                  | 4,04% | 6.768        | 4,77% | 13.765             | 9,70%  | 20.586            | 14,51% | 141.870 |
| 2013       | 37.543             | 22,71% | 55.578                     | 33,62% | 9.996             | 6,05% | 1.160          | 0,70% | 7.759                  | 4,69% | 7.903        | 4,78% | 17.561             | 10,62% | 27.820            | 16,83% | 165.320 |
| 2014       | 49.292             | 27,51% | 58.949                     | 33,34% | 9.479             | 5,36% | 1.559          | 0,88% | 6.517                  | 3,69% | 6.934        | 3,92% | 18.021             | 10,19% | 26.678            | 15,12% | 177.429 |

De mitjana, s'efectuen unes 135.000 actuacions anuals, una gran part relacionades amb la gestió de la fauna salvatge a Catalunya. Els agents rurals interposen de mitjana anual unes 4.000 denúncies per motius que van des de la caça sense llicència fins a edificacions en espais naturals, la majoria són infraccions administratives, però les més greus, unes 250, es condueixen per la via penal i acaben en mans de la fiscalia o dels jutjats. Per altra banda, anualment es recullen 2.500 animals, dels quals una cinquantena són d'espècies exòtiques com serps i porcs vietnamites.

## Funcions
El Cos d'Agents Rurals exerceix funcions de:

### Vigilància, inspecció i col·laboració en la gestió
Les accions de vigilància en general, inspecció d'activitats i la col·laboració en la gestió que efectua l'administració forestal constitueix el gruix principal de les actuacions dels agents rurals (vegeu Estadístiques d'actuacions). Aquestes s'efectuen en el marc de les atribucions del departament competent o d'acord amb les competències d'altres departaments i d'altres administracions públiques. En concret suposa:
- Funció de vigilància. Enfocada a la prevenció i relacionada amb els aspectes d'assessorament i informació. Compliment de la normativa. Per tal de complir aquesta funció és important conèixer la normativa i els procediments administratius.

- Funció d'inspecció. Són tasques que s'efectuen en qualitat d'agents de l'autoritat d'investigació ordinària, identificació de persones, aixecament d'actes, comisos, mesures cautelars, recollida de proves. Es poden realitzar d'ofici o a instàncies de l'Autoritat Judicial o dels serveis jurídics del departament. aquesta acció és molt variada en funció de la matèria:

- Fauna: Que poden ser:

1.- Control de la captura, la tinença, l'exhibició i la comercialització de fauna autòctona, exòtica i de companyia. Seguiment de les instal·lacions dedicades a la taxidèrmia, dels centres de cria en captivitat i dels nuclis zoològics.
2.- Inspecció de valoració de danys en els conreus o en el bestiar.
3.- Inspecció de protecció dels animals contra qualsevol acció de maltractament contra la fauna protegida així com els animals domèstics i de companyia.
4.- Captura de fringíl·lids.
- Caça: Caça menor o major, repoblacions, règim cinegètic dels espais...

- Pesca: Pesca continental, pesca marítima...

- Incendis forestals: Que poden ser:

Funció de prevenció d'incendis:
1.- Aplicació i seguiment de la normativa que regula la prevenció que ens és pròpia.
2.- Inspeccions al llarg de tot l'any de les infraestructures del territori.
3.- Regulació d'autoritzacions i comunicacions per fer foc durant tot l'any. Des del 2001 Els Caps d'Àrea Bàsica del Cos d'Agents Rurals (abans Caps de Comarca) tenen delegació de signatura en resolució de determinats supòsits d'activitats que generin risc d'incendi forestal.
4.- Coordinació amb entitats de línies elèctriques i carreteres, ajuntaments, ADF.
5.- Aplicació del procediment operatiu anomenat Pla Alfa.
6.- Control i col·laboració en la realització de cremes controlades.
Funció d'assistència quan l'incendi s'ha declarat:
1.- Incendi actiu. Avaluació de superfície i afectació.
2.- investigació de les causes de l'incendi des del primer moment.
- Forestal: Aprofitaments forestals, canvis d'ús, flora protegida, verd nadalenc...

- Espais naturals: Acampades, normes específiques, construccions il·legals...

- Impacte ambiental: Residus, activitats extractives, aigües...

- Accés motoritzat al medi natural/camins ramaders: Circulació motoritzada en terrenys forestals, camins ramaders...

- Participació en els diferents Plans d'Emergència i Protecció Civil que tenen incidència amb el medi natural.

- Funció de col·laboració en la gestió. Participació i col·laboració seguint les directrius dels tècnics competents del departament per tal d'aconseguir els objectius marcats per aquests tècnics i/o en les disposicions legals.

### Investigació
Els Agents Rurals investiguen les infraccions que es cometin en l'àmbit de les seves funcions, amb la finalitat d'esbrinar-ne l'abast, les causes i els presumptes autors o col·laborar en la investigació amb els òrgans o organismes que en tenen la competència per raó de la matèria.

### Informació i assessorament als ciutadans
El Cos d'Agents Rurals, com a cos especialitzat en la gestió del medi natural, porta a terme accions de divulgació en forma de consells i normes de seguretat ja sigui en matèria de:
1.- Accés motoritzat al medi natural.
2.- Exercici de la caça.
3.- Per gaudir dels espais naturals.
4.- Tenir precaució davant dels incendis forestals.
5.- Protecció d'animals.
Aquestes són:
- Funcions d'informació i assessorament a la ciutadania quant a les conductes respectuoses envers el medi ambient.
- Funcions d'assessorament, en allò que sigui competència seva, als titulars d'explotacions agrícoles, ramaderes i forestals, amb l'objectiu que els aspectes relacionats amb el medi natural siguin gestionats correctament.

### Divulgació i educació ambiental
El Cos d'Agents Rurals contribueix a l'aplicació de la normativa ambiental, mitjançant actuacions d'assessorament i conscienciació ciutadana, impulsar conductes respectuoses envers el medi natural, i duu a terme actuacions de divulgació i d'educació ambiental fonamentades en els principis de corresponsabilització i sostenibilitat.
Les activitats de divulgació i sensibilització ambiental han estat des dels inicis dels Cos d'Agents Rurals una activitat de base que, sense coordinar-se i/o vincular-se, s'ha efectuat arreu de les comarques, com són:
- Els alliberaments de fauna, cas d'alguns rapinyaires. En aquest cas, són ocells recuperats en un centre de recuperació de fauna salvatge i una vegada està en condicions de retornar al medi natural, es fa coincidir amb una activitat escolar o popular de manera que la població en gaudeixi de l'experiència, alhora que la respecti.
- En el cas d'espècies irrecuperables, aquestes participen en programes educatius.[28][29]
- Participació en fires i actes divulgatius. Com construcció de caixes-niu.[30]

A partir de 2008 el Cos d'Agents Rurals, d'acord amb la Llei del Cos, promou la sensibilització i l'educació ambiental mitjançant xerrades a escoles, sortides al bosc, alliberaments de fauna, exposicions en fires i festes, en alguns casos adreçades a col·lectius específics però bàsicament adreçades als centres escolars.
A finals de 2013 es fa balanç dels cinc anys (des del 2008) del programa de sensibilització i educació ambiental del CAR, en total s'han realitzat 4.019 actuacions d'educació ambiental, bàsicament xerrades informatives adreçades a un total de 103.328 alumnes.
A partir del 21 de març de 2015, coincidint amb el Dia Internacional dels Boscos, el Cos d'Agents Rurals es dota del compte reservat @agentsruralscat a la xarxa social twitter amb la finalitat de d'informar, divulgar i posar en valor la feina que fan els Agents Rurals.

## Història
El nom d'agents rurals és recent (1986) creat per la Generalitat de Catalunya, a partir dels agents forestals transferits per l'administració central de l'Estat i els agents forestals creats per l'administració autonòmica.
Amb els traspassos a la Generalitat en matèria de conservació de la natura (Reial Decret 1950/1980, de 31 de juliol), els col·lectius d'agents forestals transferits (que provenien de 4 orígens diferents: del cos de Guarderia pròpia de l'ICONA, del Cos de Guarderia Forestal de l'Estat, de la Guarderia procedent del Marroc -a extingir, una sola persona n'era membre a Catalunya-, i de Producció Vegetal), es fusionen com agents forestals de la Generalitat de Catalunya en règim de funcionari i s'integren a la Direcció General del Medi Rural del Departament d'Agricultura, Ramaderia i Pesca. Tot i aquesta integració en un sol ens, aquest personal era portat pels enginyers forestals, on la guarderia executava funcions auxiliars i vinculades a l'estructura territorial administrativa sense vinculació entre les províncies.
L'any 1984, la Generalitat de Catalunya crea emblemes i distintius propis per:
- Els seus agents forestals (tots procedents de transferència de l'Estat), tot i mantenir la resta de la uniformitat amb els mateixos elements anteriors als traspassos. Els agents forestals són presents arreu del territori.
- Els seus guardes de parc. Aquests primers anys de la Generalitat de Catalunya coincideix amb la creació de diferents espais naturals protegits, bàsicament parcs naturals i reserves naturals que es van dotar de personal de vigilància propi diferenciat dels agents forestals citats anteriorment, els guardes de parc que vetllen a l'interior d'aquests espais protegits. Aquests eren personal laboral amb règim contractual variat, predominant la figura de guarda de reserves de fauna tot i no tractar-se de tasques d'espais cinegètics. Cal tenir en compte que tot i els traspassos efectuats el 1980, la Guarderia Forestal de l'Estat va continuar dotant d'agents forestals (en règim de funcionari) al Parc Nacional d'Aigüestortes i Estany de Sant Maurici fins al 1985, situació també singular al territori català i que s'allargarà fins als darrers traspassos el 1994. Per altra banda, al marge de la Generalitat de Catalunya, als espais naturals protegits gestionats per la Diputació de Barcelona i de Girona també hi havia personal propi seu, guardes forestals o de parc. Personal diferenciat dels anteriors citats i sense vinculació amb aquests.
- Els seus guardes de reserva. Com a conseqüència dels traspassos citats i no exempts de controvèrsia,[39] i al marge de tot el personal anterior hi ha les figures del personal laboral dels espais cinegètics de gestió pública, els guardes de reserva, que esdevenien també personal uniformat i que vetllava per la gestió cinegètica d'aquests espais. Aquests són doncs, també efectius al territori en determinats espais cinegètics

### Inicis
L'any 1986 és el dels grans canvis, es crea el servei vertebrador d'aquest cos amb una estructura pròpia dins de la Direcció General del Medi Rural, el Servei d'Agents Rurals. És el primer text oficial que parla d'agents rurals (encara no existia aquest cos com a tal) i la creació d'aquest servei responia a la necessitat de coordinar, formar, inspeccionar i controlar el rendiment dels agents forestals i altres col·lectius d'agents rurals que poguessin ser adscrits.
Amb una estructura pròpia per gestionar els agents forestals, la Generalitat de Catalunya convoca per primera vegada una promoció d'agents forestals.
Arran dels grans incendis forestals de l'estiu de 1986, Es varen cremar 69.966 ha, unes 138 ha per incendi, una mida més de tres vegades superior a la mitjana dels 15 anys precedents, entre altres els quatre incendis que afecten la muntanya de Montserrat, un dels quals va arribar a amenaçar l'abadia de Montserrat, el Govern de la Generalitat impulsa l'acció cap a la lluita contra els incendis forestals i les seves conseqüències, i s'aprova el Programa Foc Verd, un programa de prevenció d'incendis i reconstrucció de les forests de Catalunya, que suposa, entre d'altres, la potenciació del servei d'agents rurals.
Cal conèixer el Programa Foc Verd, els fonaments del qual segueixen inspirant la lluita contra el foc forestal. Un conjunt de principis que es poden resumir així:
- Control del territori, que exigia una autoritat efectiva depenent de la Generalitat i dirigida pel departament competent en la protecció de la natura, i també participació popular, de la gent, organitzada, sota aquella autoritat. El control del territori devia garantir les altres dues condicions.
- Una, la detecció immediata. Era clau que la intervenció es produís abans que el foc es transformés de focus en front, i això exigia conèixer la seva existència com més aviat millor. Era millor combatre 50 focus, que no enfrontar-se a un front.
- La segona, la intervenció ràpida conseqüència de la premissa anterior. Calia arribar en poc temps. Millor en 15 minuts des de l'inici amb una baixa potència d'extinció, que més tard amb molt més mitjans. Una intervenció ràpida volia dir diverses coses. I una d'elles era la previsió de les àrees de major risc, i d'aquesta necessitat varen sortir els mapes de previsió, que permetia en períodes especials deslocalitzar recursos d'extinció per tot el territori. Les agrupacions de defensa forestal (ADF) també cobrien part d'aquest paper, i la mateixa Guarderia disposava en els vehicles d'una mínima capacitat d'extinció per aprofitar recursos d'oportunitat.

La funció realitzadora del Programa Foc Verd se sostenia en:
- La integració de la gent del territori en la lluita contra el foc, amb la creació de les agrupacions de defensa forestal (ADF) amb mitjans i capacitat per fer front als incendis forestals i dels voluntaris forestals (VF), un grup auxiliar sota la dependència de la Guarderia que feia feines complementàries que milloraven l'eficàcia de tot plegat.
- La Llei Forestal de Catalunya aprovada per unanimitat, un fet prou insòlit, i que contenia una qüestió bàsica i vigent: la consideració d'espai forestal de tot el territori que no estigués específicament qualificat d'agrícola o urbà. El Departament d'Agricultura, Ramaderia i Pesca era l'administració referent en el 80% del territori de Catalunya ja fos forestal o agrícola i necessitava una mà sobre el terreny. Un personal que vetllés el territori.
- Els grans incendis del 1986 varen demostrar les limitacions del model de guarderia forestal existent. Era evident que Catalunya no podia protegir la natura sense un cos fort, vocacional i ben preparat, estès per tot el territori. Situació que va obligar a dissenyar-ho tot de bell nou amb la creació del Servei d'Agents Rurals i l'acció posterior.

La Llei 9/1986, de 10 de novembre, de Cossos de Funcionaris de la Generalitat de Catalunya crea el Cos d'Agents Rurals (CAR) amb el personal propi de la Generalitat de Catalunya i els funcionaris procedents d'altres administracions públiques que s'integren efectivament al CAR. Aquesta Llei assigna als membres d'aquest cos les funcions de policia i guarda de béns forestals, cinegètics i piscícoles, de vies pecuàries i d'espais naturals protegits i les tasques de col·laboració en les funcions específiques d'aquest àmbit.
Aquest mateix any, La Direcció General del Medi Rural del Departament d'Agricultura, Ramaderia i Pesca passa a denominar-se Direcció General de Política Forestal.
Finalment, la nova estructura necessitava crear un càrrec superior (i membre) de tot el Cos únic per a tota Catalunya, l'Inspector, fins aquell moment l'estructura jeràrquica era provincial, depenen de les respectives seccions territorials administratives.
Posteriorment, el 1987 el Departament d'Agricultura, Ramaderia i Pesca encomana noves tasques que ampliaven l'àmbit establert fins llavors pels agents rurals:
- Després de declarar-se l'existència oficial de la varroasi a Catalunya, una plaga que afectava seriosament els abellars, se li assigna[48] als agents rurals el control i vigilància dels abellars i ruscs. Tot i tractar-se d'una tasca més aviat veterinària, la ubicació de l'activitat al medi natural i de forma transhumant fa convenient l'encàrrec de la tasca als agents rurals.
- També s'encomana als agents rurals la vigilància i el compliment de les mesures de prevenció d'incendis forestals[49] que de forma inèdita va suposar l'establiment d'un període de prohibició d'encendre foc en terrenys forestals i la franja adjacent, arreu de Catalunya. L'atribució d'aquestes tasques en matèria d'incendis forestals ha esdevingut fonamental per a la capacitat operativa dels agents rurals i ha resultat un revulsiu posterior especialment en matèria d'investigació de la causalitat d'aquests.

L'any 1988 esdevé intens normativament amb l'aprovació de dues Lleis que han marcat la tasca dels agents rurals posteriorment:
- La Llei 3/1988, de 4 de març, de protecció dels animals[50] que regula un aspecte inèdit fins a la data i ha estat àmpliament desplegada posteriorment, la regulació de la tinença d'animals de companyia,[51] espectacles d'animals[52] i instal·lacions on es troben entre altres aspectes. Una nova tasca que amplia i molt l'àmbit competencial dels agents rurals, en aquest cas, fins i tot sortint del medi tradicional, el medi natural i s'endinsa al medi urbà.
- La Llei 6/1988, de 30 de març, forestal de Catalunya[53] que amb una regulació més dinàmica de l'activitat forestal respecte a la norma estatal, únicament assigna la participació dels agents forestals en el control i vigilància dels aprofitaments forestals, sense fer esment de les funcions auxiliars en tasques d'extensió i gestió forestal i de conservació de la natura que des d'un inici dels agents forestals havia esdevingut el pal de paller d'aquest col·lectiu en matèria d'aprofitaments forestals, situació agreujada amb el nou tarannà que es planteja en la planificació de les forests particulars. La terminologia agent forestal a la norma s'ha d'interpretar de forma genèrica, entenent com a tal a agents rurals i altres col·lectius afins.

Una vegada conformat el marc normatiu, la Generalitat de Catalunya avança en l'organització del Cos d'Agents Rurals amb un Reglament que preveu l'estructura del Cos. Aquest Reglament va ser objecte de recurs pel Govern espanyol pel fet que el Cos d'Agents Rurals es constitueix com un cos armat i es gestionava la concessió de permisos d'arma llarga ratllada, de tercera categoria per als seus membres. Finalment, el Tribunal Constitucional va acordar aixecar la suspensió, i el Cos d'Agents Rurals pel que fa a cos armat restava en els mateixos termes que la normativa ho havia fet.
El Reglament recollia que tot el personal de vigilància al territori havia de ser membres del Cos d'Agents Rurals:
- Els agents rurals que ja ho eren i els agents forestals del parc nacional que s'havien assimilat.
- Els guardes de parcs es van assimilar en pocs anys (llevat del Parc Natural de la Zona Volcànica de la Garrotxa per dependre d'un altre departament de la Generalitat) en les diferents oposicions al CAR.
- Els guardes de reserva no es van assimilar (de forma parcial) fins al 2007.

Al llarg de la vigència del reglament citat es va rebre diferents modificacions per adaptar-lo a les necessitats:
- Primera modificació. Al mateix any 1988 es va modificar el caràcter d'agent de l'autoritat que tenien els agents rurals.[58]
- Segona modificació. L'any 1989 se li assignen competències en matèria de recursos marins.[59]
- Tercera modificació. L'any 1995 es modifica de forma important el text amb la definició de càrrecs jeràrquic del Cos i d'organització.[60]
- Quarta (i darrera) modificació. L'any 2000 s'adapta a preceptes d'accés a la funció pública.[61]

El 1989 es replanteja la Direcció General de Política Forestal que passa a denominar-se Direcció General del Medi Natural amb pocs canvis que afectin els agents rurals.
El 1992, es crea el Centre de Coordinació Operativa de Catalunya, òrgan responsable de protecció civil per fer front a situacions de risc col·lectiu, calamitat pública o catàstrofe i ja preveu la col·laboració directa dels agents rurals.

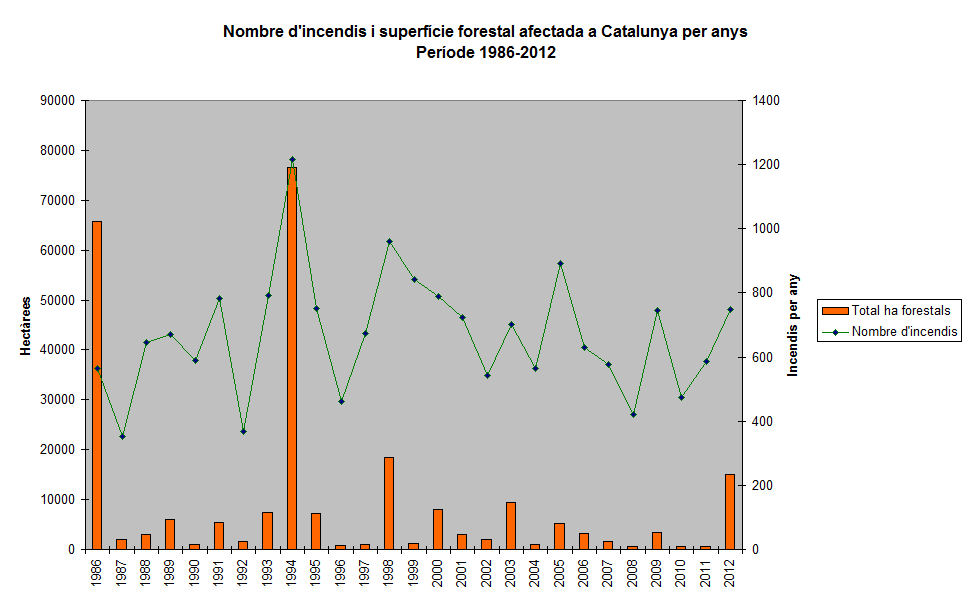
Incendis i superfície forestal afectada a Catalunya (període 1986-2012)

Aquest 1994 aporta un altre fet important, el Reial Decret 1555/1994, de 8 de juliol, sobre aprovació de l'inventari definitiu de les forests de l'Estat a Catalunya i d'ampliació de mitjans traspassats a la Generalitat de Catalunya pel Reial decret 1950/1980, en matèria de conservació de la natura que suposa l'aprovació de l'inventari definitiu de les forests de l'Estat a Catalunya, el traspàs de la titularitat de les mateixes (que queda integrat al patrimoni de la Generalitat de Catalunya, gestionat pel, en aquell moment, Departament d'Agricultura, Ramaderia i Pesca i sota el control i la dependència del, en aquell moment, Departament d'Economia i Finances), així com les administrades o gestionades fins a la data per ICONA i el traspàs dels darrers efectius de la guarderia forestal de l'Estat i d'ICONA, ubicats al Parc Nacional d'Aigüestortes i Estany de Sant Maurici.
Curiositat. A partir d'aquest moment a Catalunya tots els efectius de guarderia forestal de la Generalitat de Catalunya i de l'Estat són al mateix Cos, el Cos d'Agents Rurals.
Després d'anys amb uns estius sense grans incendis, arriba l'estiu de 1994 que amb una meteorologia extrema entre els mesos de juliol i agost, quan es van declarar més de 200 incendis en tota l'àrea catalana i valenciana, en un seguit de focs que van anar des de l'Alt Empordà fins a la Vall d'Albaida, i van fer desaparèixer més de 100.000 hectàrees, van provocar la mort de 17 persones i unes pèrdues econòmiques multimilionàries. En el cas català, ràpidament es prenen mesures i s'aprova el Pla de Protecció Civil d'emergències per incendis forestals a Catalunya (Infocat), en aquest pla es preveu la participació dels agents rurals en diferents grups i comeses, com són d'intervenció i d'ordre. A finals d'aquest any es reestructura la Direcció General del Medi Natural i el Servei d'Agents Rurals i el Servei de Prevenció d'Incendis Forestals es fusionen en un sol servei, el Servei d'Agents Rurals i Prevenció d'Incendis Forestals (SARPIF).
Tot i els esforços esmerçats des de l'administració contra els incendis forestals, el resultat d'aquest any 1994 fa que la societat civil hi participi, així doncs, l'11 de setembre de 1994 es va fer una gran manifestació en contra dels incendis catastròfics de l'estiu d'aquell any i els dies 3 i 4 de desembre es va celebrar el Fòrum Nacional dels Incendis Forestals a Montserrat una trobada de 85 entitats i nombrosos especialistes per debatre la situació i proposar un canvi radical en la gestió dels boscos i en la prevenció i lluita contra els incendis. Fou el primer pas ferm en el sentit que, si es volia fer front a una de les problemàtiques ambientals més greus que pateix el bosc mediterrani, calia esbrinar “la causa” dels incendis forestals.
Com es pot veure al gràfic d'incendis i superfície forestal afectada a Catalunya (període 1986-2012), 1994 va batre tots els records en superfície i nombre d'incendis a Catalunya, però també a Espanya. Aquest fet va impulsar reformes legislatives:
- A Catalunya, des del punt de vista administratiu amb la regulació de mesures de prevenció d'incendis forestals amb el Decret 65/1995, de 7 de març, pel qual s'estableixen mesures de prevenció d'incendis forestals. Mai s'havia fet una norma tan completa en aquesta matèria que involucrava diferents administracions i serveis. Aquesta normativa afectava a infraestructures com línies elèctriques, carreteres (posteriorment es van desenvolupar normatives específiques per aquests casos).
- A la resta d'Espanya, des del punt de vista penal amb la incorporació al Codi penal de 1995 de diferents tipus en matèria d'incendis forestals. Fins aquell moment, només ho eren els intencionats.

A primers de 1995 es modifica l'estructura del DARP afectant diferents punts dels agents rurals, en especial en la coordinació i dependència que produïa friccions entre les figures de cap d'oficina comarcal i el cap forestal de comarca d'agents rurals.
En aquest any es produeix una nova ampliació de l'àmbit competencial dels agents rurals, la que ve donada per la Llei 9/1995, de 27 de juliol, de regulació de l'accés motoritzat al medi natural, que suposa la capacitat no sols coercitiva, sinó també poden procedir a la immobilització de vehicles (fet inèdit fins llavors) a conseqüència del fet d'utilitzar-los, amb incompliment dels preceptes d'aquesta Llei, pogués derivar-ne un risc greu per a les persones, els béns i els ecosistemes naturals.
El dia 5 d'octubre de 1997 es va celebrar a Ribes de Freser (el Ripollès), un acte commemoratiu-festiu del 10è aniversari del CAR, en un acte organitzat pel Departament d'Agricultura, Ramaderia i Pesca i l'Associació Professional dels Agents Forestals de Catalunya (APAFC), amb la participació de l'Honorable Conseller d'Agricultura, Ramaderia i Pesca, Francesc Xavier Marimon i Sabaté i del director general del Medi Natural, Jordi Peix.
El dia 10 d'octubre de 1997 es va efectuar un acte commemoratiu del 10è aniversari del CAR, al Palau de la Generalitat de Catalunya, amb la participació del Molt Honorable President de la Generalitat, Jordi Pujol i Soley i de l'Honorable Conseller d'Agricultura, Ramaderia i Pesca, Francesc Xavier Marimon i Sabaté.
La Llei 16/1990, de 13 de juliol, sobre el règim especial de la Val d'Aran, estableix al seu article 20.3 que la Generalitat de Catalunya ha de cedir al Conselh Generau dera Val d'Aran competències i serveis sobre diverses matèries, entre les quals hi ha la pesca, la caça i els aprofitaments forestals. L'1 de novembre de 1997 es procedeix al traspàs de la part aranesa del Cos d'Agents Rurals. Els agents rurals aranesos coneguts com Els forestaus es desvinculen de l'estructura del CAR i passaran a ser els Agents de Medi Ambient del Conselh Generau dera Val d'Aran.
El 1997 es crea els Plans Alfa, un procediment operatiu que té establert el Cos d'Agents Rurals per definir les actuacions dels efectius de vigilància i prevenció d'incendis forestals desplegats sobre el territori, davant les situacions de perill d'incendi que es produeixin. L'activació del Pla Alfa, per part dels Agents Rurals, ve donada pel mapa de perill diari d'incendi forestal i altres eines d'anàlisi de risc. En funció de les situacions de perill es gradua en una escala de 4 nivells operatius, de 0 a 3, per cada comarca. En funció de l'activació de cada nivell comporta un grau de mobilització dels efectius i la realització de determinades actuacions preventives. L'activació del pla Alfa no havia de coincidir forçosament amb l'estiu, de fet, suposa la capacitat de disposar també d'efectius en períodes que no estan inclosos en les campanyes d'incendis forestals a l'estiu.
Tot i els esforços en acció i normativa en matèria de prevenció d'incendis forestals que s'havia fet a Catalunya (normativa general, específica de línies elèctriques i de carreteres) reiteradament els incendis forestals eren (i són) un greu problema. El 1998 va ser un any de forts incendis forestals i amb uns agents rurals que disposaven de formació en matèria d'investigació de la causalitat d'incendis forestals, eren una unitat d'agents rurals especialitzada en l'anàlisi de causes, que va permetre conèixer-les, diferenciar-les i establir els mecanismes adients per reduir-les o eliminar-les. La sentència que reconeix que l'incendi forestal iniciat a Aguilar de Segarra fou degut al mal estat de la línia elèctrica, té una rellevància especial. No solament per la controvèrsia que va generar, sinó també per situar degudament el problema i reconèixer l'eficàcia del grup de recerca de causes dels agents rurals que van actuar d'una forma exemplar tant ètica, com professionalment. La defensa i suport a la investigació dels agents rurals que va efectuar amb valentia el qui el 1998 era director general del Medi Natural, el Sr. Jordi Peix i Masip li va costar el càrrec.

### La consolidació del Cos
Aguilar de Segarra és el tret de sortida del vaixell insígnia de la tasca dels agents rurals: els incendis forestals, desplaçant a qualsevol altra i que va continuar donant fruits:
- En prevenció d'incendis forestals, especialment en les infraestructures que creuaven el territori. El 1999 s'havien efectuat 306 denúncies a tota Catalunya (la major part fetes pels agents rurals)que amb uns imports sancionadors irrisoris, però que deixava al descobert una irregularitat que en cas d'incendi forestal podia suposar imputacions judicials pels responsables de manteniment de les infraestructures.[79]
- En investigació de causes d'incendi forestal. Cada vegada més agents rurals i millor preparats poden efectuar investigació de causes i es diversifica investigacions i territori.[80]

El 1999 es produeix un gran canvi, el Servei d'Agents Rurals i Prevenció d'Incendis Forestals de la Direcció General del Medi Natural del Departament d'Agricultura, Ramaderia i Pesca s'adscriu a la Direcció General d'Emergències i Seguretat Civil del Departament d'Interior, a partir de llavors els Agents Rurals estan a la mateixa Direcció General que els Bombers de la Generalitat.
La investigació de causes d'incendi forestal és potenciada al màxim, amb formació a tots els membres del Cos amb un curs bàsic, els docents són els mateixos agents rurals de més nivell. Formació que s'amplia a alguns membres dels cossos de bombers de la Generalitat i dels mossos d'esquadra. Aquests docents també efectuen formació d'agents forestals i/o mediambientals a diferents punts d'Espanya.
Fins a l'any 2000 els membres del Cos d'Agents Rurals eren tots al grup D de l'administració pública, s'inicia la seva integració al grup C amb la creació de la categoria d'agent rural de primera.
L'adscripció del Servei d'Agents Rurals i Prevenció d'Incendis Forestals a la Direcció General d'Emergències i Seguretat Civil del Departament d'Interior cohesionava les accions en matèria de lluita contra els incendis forestals (prevenció i extinció) que executava la Generalitat de Catalunya a través dels col·lectius implicats, però no les de restauració de zones cremades i les altres funcions relatives a la conservació de la natura que es van atribuir a la Direcció General del Patrimoni Natural i del Medi Físic del Departament de Medi Ambient, que anteriorment s'exercien a través de la Direcció General del Medi Natural del Departament d'Agricultura, Ramaderia i Pesca. Això va motivar la petició, des del Departament de Medi Ambient, de disposar de membres del CAR per les comeses citades, amb la possibilitat de fraccionar el Cos entre els dos departaments. Finalment amb el Decret 414/2000, de 27 de desembre, d'adscripció del cos d'agents rurals al Departament de Medi Ambient i d'assignació de funcions en matèria de prevenció d'incendis forestals, es va adscriure tot el Cos d'Agents Rurals al Departament de Medi Ambient.
No obstant el que preveu l'apartat anterior, quan en una zona del territori s'activi qualsevol dels plans de protecció civil en l'àmbit de Catalunya, el personal pertanyent al Cos d'Agents Rurals destinat a aquella zona passarà a dependre funcionalment del Departament d'Interior.
Des de 1999 estava previst una millora en les condicions laborals dels agents rurals que implicaven crear unes instal·lacions adequades en 40 centres de treball a tota Catalunya. Als anys 2002 i 2003, creixen les crítiques per la manca d'execució de les dependències pròpies dels agents rurals i des del Departament de Medi Ambient es produeix un gran revulsiu amb la creació de la Direcció General de Prevenció de Riscos al Medi Natural, aquest òrgan directiu específic d'Agents Rurals suposa una innovació total i que conjuntament amb l'aprovació de la Llei 17/2003, de 4 de juliol, del Cos d'Agents Rurals, un canvi profund que replantejarà l'organització definitiva dels Agents Rurals amb un desplegament específic a part de les oficines administratives en què es trobaven i passen a dependències pròpies, algunes de les quals amb gestió administrativa.
La Llei suposa una organització diferent amb:
- Desplegament que s'amplia de les categories d'agent i agent rural de primera existents al formulat actual (vegeu estructura organitzativa).
- La definició d'unes àrees d'especialització i de les funcions.
- Així com que el Cos d'Agents Rurals pugui atendre els avisos als telèfons d'emergències corresponents a actuacions que li són pròpies.

Malauradament, la tramitació de la Llei des del Departament de Medi Ambient, venint des d'altres departaments deixa alguna cosa pel camí i són les competències en recursos marins (adscrites a Agricultura) que deixen (ho eren des de 1989), a partir d'ara els Agents Rurals s'han d'habilitar com inspectors de pesca i afers marítims per exercir les inspeccions a les llotges i establiments per controlar la venda d'algunes espècies -entre les quals destaca la garoina- o que la mida dels peixos sigui la correcta .
El mateix any 2003 s'aprova la Llei 4/2003, de 7 d'abril, d'ordenació del sistema de seguretat pública de Catalunya. que preveu que els agents rurals, quan actuïn com a agents de l'autoritat, en l'exercici de les funcions que els atribueix la Llei que regula aquest Cos, tenen accés a la informació i s'han d'integrar en el sistema de seguretat de Catalunya.
També el 2003, s'aprova la Llei 43/2003, de 21 de novembre, de forests, aquesta legislació estatal és bàsica sobre protecció del medi ambient i forests i aprofitaments forestals (és una norma que substitueix la Llei preconstitucional de muntanyes de 1957). S'hi determinen les funcions d'aquesta matèria que exerceixen els agents forestals (concepte genèric de professionals, com són en el nostre cas, els agents rurals). Això suposa una millora de la definició de les funcions i de l'àmbit competencials dels agents rurals. Posteriorment, el 2006 va ser modificada per una nova Llei.
L'any 2005, l'evolució de l'estructura del CAR fa que torni a ser adscrita a una subdirecció específica, la Subdirecció General dels Agents Rurals, i l'any 2007 s'inicia el desplegament de la Llei 17/2003 amb l'aprovació del Reglament del Cos, a través del Decret 266/2007, de 4 de desembre, pel qual s'aprova el Reglament del Cos d'Agents Rurals. Aquest Reglament va ser recorregut pel Colegio de Ingenieros de Montes i estimat en part en matèria de llocs de comandament.
Des de 1997 la Vall d'Aran disposa dels seus propis efectius d'agents rurals transferits, alhora que n'ha disposat de pròpia creació, els agents rurals no han deixat de donar suport quan se'ls han reclamat. Aquesta relació s'ha plasmat en un conveni de col·laboració (vegeu convenis).
Amb l'Estatut d'Autonomia de Catalunya del 2006 (Llei orgànica 6/2006, de 19 de juliol, de reforma de l'Estatut d'Autonomia de Catalunya) s'estableix al Títol IV (De les competències), capítol II (Matèries de les competències) i article 144 (Medi Ambient, Espais Naturals i Meteorlogia), on en el seu apartat sisè diu: 'La Generalitat exerceix les seves competències per mitjà del Cos d'Agents Rurals, competents en la vigilància, el control, la protecció, la prevenció integral i la col·laboració en la gestió del medi ambient. Els membres d'aquest cos tenen la condició d'agents de l'autoritat i exerceixen funcions de policia administrativa especial i policia judicial, en els termes que estableix la llei..
L'any 2007, es produeix la integració de part del col·lectiu de guardes de reserves de fauna al Cos d'Agents Rurals (a través de la 7a promoció), un fet d'especial rellevància que tot i que estava previst al Decret 252/1988, de 12 de setembre, pel qual s'aprova el Reglament del cos d'agents rurals de la Generalitat de Catalunya, no s'havia executat mai. Aquest fet no va estar exempt de polèmica.
La 7a promoció al Cos d'Agents Rurals va suposar dues coses:
- La dependència directa (cas dels guardes de reserva funcionarilitzats) i indirecta (a partir del novembre de 2007, el col·lectiu de guardes de reserva de fauna que no es va funcionarilitzar està assignat a la Subdirecció General dels Agents Rurals) de tot el personal de guardes de reserva de fauna a Catalunya, en total una seixantena de persones que es trobaven repartides al territori en espais naturals amb gestió pública, la majoria cinegètics, com les reserves nacionals de caça.
- El Cos d'Agents Rurals assumeix les funcions que realitzaven els guardes de reserva, vigilància i control de fauna i de les activitats relacionades amb aquesta (caça, pesca, antifurtivisme, captura, transport i anellament científics, observació, filmació i fotografia, esports d'aventura, aprofitaments forestals i de pastures, obres, circulació motoritzada i acampada lliure), les d'acompanyament i assessorament als caçadors i cobrament de les liquidacions de les quotes complementàries, la realització de censos i la participació en programes de conservació, gestió i sanitaris.[94] Això suposen unes noves tasques que amplien l'àmbit competencial dels agents rurals.

La tasca d'investigació de causes dels incendis forestals va ser especialment intensa al llarg d'aquests anys:
- Tots i cadascun dels incendis forestals ocorreguts a Catalunya eren i són investigats pels agents rurals. Cal tenir en compte, que a Catalunya hi ha de mitjana uns 678 incendis forestals anuals, aquí cal afegir els incendis no forestals que es troben a la franja de 500 metres de terreny forestal que també s'investiguen, tot això porta a un volum global de diversos milers d'incendis investigats.
- Efectuant formació arreu de l'Estat, fins i tot a Portugal i a Sud-amèrica.
- Amb els coneixements adquirits i la pràctica desenvolupada es va publicar un llibre sobre investigació de causes d'incendis forestals.

En matèria d'investigació d'incendis forestals, la tasca dels agents rurals anava realment bé, motivats i amb empenta fins que va arribar el daltabaix. El dia 20 de juliol de 2009 es va iniciar un incendi forestal a Horta de Sant Joan (Terra Alta) que va durar uns quants dies i que va afectar 1.143 hectàrees, un incendi relativament gran que serà recordat per la tragèdia ocorreguda el dia 21 en què 5 bombers GRAF del cos de Bombers de la Generalitat de Catalunya van morir com a conseqüència d'un canvi de direcció del foc i van ser atrapats pel foc. Aquest fet va posar totes les mirades a l'incendi i es va convertir en més mediàtic del que ja per si mateixos solen ser els incendis forestals.
Els agents rurals van efectuar la investigació de la causa de l'incendi forestal sobre el terreny i van determinar que l'origen del foc havia estat un llamp que va afectar un arbre a uns 500 metres del Mas de Pixantó. Aquesta conclusió la va exposar el Conseller de Medi Ambient i Habitatge el dia 24 de juliol.
El dia 30 de juliol, la jutgessa del cas decreta secret de sumari i els agents rurals en són apartats.
La investigació judicial realitzada en paral·lel pels mossos d'esquadra va portar el dia 7 de gener de 2010, ha detenir 2 persones com a presumptes autors de l'incendi d'Horta de Sant Joan en fer foc a Mas de Pixantó després de confessar que van provocar el foc de manera accidental, actualment aquests fets encara són sub judice.
El rebombori va ser màxim amb queixes de manca de transparència institucional i descoordinació en la investigació dels fets.
Amb l'errada dels agents rurals es va arribar a qüestionar anys de feina i de sentències, de treball sofert i callat, d'aconseguir amb la sentència de l'incendi d'Aguilar de Segarra de 1998 trencar amb la impunitat de lobbys i de pas, alliberar, després de 5 mesos en presó preventiva, als dos imputats, per aquest incendi, fruit d'una altra línia d'investigació judicial feta per un altre Cos.
Aquells dies de gener els agents rurals van patir una autèntica caça de bruixes, on fins i tot empleats del mateix departament on eren adscrits els agents rurals, en una declaració matinal a la ràdio pública, amb la connivència departamental, van voler fer llenya de l'arbre caigut. Tot plegat un lamentable espectacle.
El 2 de febrer de 2010, es va crear al Parlament de Catalunya, la Comissió d'Investigació sobre l'Incendi Forestal d'Horta de Sant Joan on els agents rurals van demanar disculpes per haver atribuït l'incendi d'Horta a un llamp.
A la Comissió van comparèixer, entre d'altres, els màxims caps del Cos d'Agents Rurals. Aquesta mateixa Comissió va dictaminar una sèrie de mesures de millora que afecten, entre d'altres, als agents rurals.
Continuant amb la millora de coneixements en la investigació de causes d'incendi forestal, l'any 2011 es difon noves dades sobre investigació de causes en incendis forestals, amb l'objectiu de reduir les causes desconegudes i identificar el causant, els Agents Rurals afinen les tècniques per determinar l'origen dels incendis forestals, la majoria causats per l'acció de l'home. Només un 11% dels focs queden sense resoldre. Feia dues dècades (1994) eren el 45%.
Davant dels nombrosos robatoris que estan patint les zones rurals de Catalunya, el 2011 s'inicia un nou Programa Operatiu Especial per al món rural (POE) que contempla, per primera vegada, la coordinació dels mossos d'esquadra i dels agents rurals per aturar la delinqüència. Segons el Conseller d'Agricultura, Josep Maria Pelegrí, assenyala que aquesta col·laboració permetrà una major eficàcia, ja que els Agents Rurals coneixen en profunditat els territoris agrícoles. 'Saben les activitats que es duen a terme a cada zona, les màquines agrícoles que hi ha i les persones que diàriament es mouen per l'indret'.
L'any 2011 es determina els aspectes visuals, d'imatge i d'acreditació del Cos amb el Decret 391/2011, de 13 de setembre, pel qual s'estableix l'uniforme, l'equipament, els distintius, els elements d'acreditació i la imatge corporativa del Cos d'Agents Rurals. Això és rellevant, ja que des de la creació del Cos, no s'havia oficialitzat mai l'uniforme (diferents tipus de peces de roba i de necessitats), distintius (cal recordar que l'anterior distintiu era anterior al CAR, de 1984), acreditacions i la imatge corporativa (com és el logotipat dels vehicles o la senyalització de les dependències).
També l'any 2011 es produeix la incorporació dels tràmits de les oficines d'agents rurals a les oficines comarcals del Departament d'Agricultura, Ramaderia, Pesca, Alimentació i Medi Natural, de manera que desapareix l'estructura administrativa (atenció al públic i registre en determinats dies feiners) desplegada al territori (que no va ser mai total, va afectar parcialment a unes oficines de Catalunya) arran de la integració dels agents rurals al Departament de Medi Ambient i Habitatge (abans Departament de Medi Ambient). El 2013 s'inicia un procés d'atenció presencial amb el servei de cita prèvia per resoldre qualsevol dubte sobre tràmits i gestions amb els agents rurals, especialment per recuperar un objecte comissat que estigui en dipòsit en les dependències citades (vegeu enllaços externs).
Des de l'1 de gener de 2012 el Cos d'Agents Rurals participa com a equip de primera resposta en la Xarxa de rescat de fauna marina protegida o amenaçada i la central receptora d'avisos, conjuntament amb el número d'emergències 112, és el seu control central de ràdio amb difusió del seu número de telèfon propi 935617000, un nou àmbit competencial que amplia les tasques dels agents rurals de les comarques litorals.
El 2 d'octubre de 2012, Els agents rurals reben el reconeixement de la Generalitat per la seva trajectòria de més de 25 anys de servei amb un acte al Palau de Pedralbes de Barcelona. L'acte es va desenvolupar amb presència de la cúpula departamental així com dels màxims responsables dels diferents cossos amb relacions amb els agents rurals a Catalunya, així com de cossos veïns. Segons paraules del Conseller Pelegrí: Cal fer un reconeixement ben merescut a aquest col·lectiu que estima i protegeix la biodiversitat de Catalunya.
El 6 de juny de 2013, el Parlament de Catalunya aprova la Moció 28/X, sobre les polítiques de prevenció i extinció d'incendis. Aquesta moció insta el Govern, entre d'altres, a complir els acords que deriven del Dictamen de la Comissió d'Investigació sobre l'Incendi Forestal d'Horta de Sant Joan relatius al Cos d'Agents Rurals.
El 27 de febrer de 2014, el Parlament de Catalunya aprova la Moció 83/X que insta el Govern a: “Potenciar el Cos d'Agents Rurals com a eina imprescindible, amb la dotació i la formació adequades per a esdevenir un cos de vigilància i control, de protecció i prevenció integrals del medi ambient i de policia administrativa especial en les matèries que estableix la Llei 17/2003, del 4 de juliol, del Cos d'Agents Rurals, i posar en marxa mecanismes de col·laboració i coordinació amb els altres cossos competents.”
L'11 de juliol de 2014, el Parlament de Catalunya aprova la Resolució 739/X del Parlament de Catalunya, sobre el món agrari, on insta al Govern a:
6. Entorn social i familiar: dones, joves, habitatge i seguretat: f) Garantir que la coordinació dels Mossos d'Esquadra amb els altres agents de l'autoritat, especialment amb el Cos d'Agents Rurals, permeti assolir amb eficàcia els objectius de seguretat en el món rural i prevenir la comissió de delictes.
.../...
17. Simplificació administrativa i funció pública: f) Aprovar de manera urgent la convocatòria de places per a la promoció d'agents rurals auxiliars a la categoria d'agent (subgrup C1), si és possible negociada en la propera mesa sectorial de negociació del personal d'administració i tècnic, i, en tot cas, abans de finalitzar el mes de setembre del 2014, i acomplir els acords i les resolucions corresponents per a concretar el desplegament de carrera del Cos d'Agents Rurals.

## Adscripció
Des de la seva creació a la Generalitat de Catalunya, el Cos d'Agents Rurals ha estat adscrit a diferents departaments, vinculat plenament en matèria de medi ambient, la seva constant en aquests moviments de departaments ha estat la prevenció dels incendis forestals.
Les adscripcions dels agents forestals/rurals des de la restauració de la Generalitat de Catalunya per departament (per titular competent en agents rurals), direcció general (també titular) i òrgan administratiu responsable d'aquest col·lectiu/cos és el següent:
| Període     | Departament                                               | Conseller                        | Període                                | Direcció General                      | Director general                                        | Òrgan administratiu responsable                                                              |
| ----------- | --------------------------------------------------------- | -------------------------------- | -------------------------------------- | ------------------------------------- | ------------------------------------------------------- | -------------------------------------------------------------------------------------------- |
| 1980-1984   | Agricultura, Ramaderia i Pesca                            | Agustí Carol i Foix              | 1980-1986                              | del Medi Rural                        | Manuel Martín Arnaiz                                    | Seccions territorials Medi Natural                                                           |
| 1984-1989   | Agricultura, Ramaderia i Pesca                            | Josep Miró i Ardèvol             | 1986-1987                              | del Medi Rural                        | Francesc Robert i Graupera                              | Servei d'Agents Rurals                                                                       |
| 1987-1989   | Agricultura, Ramaderia i Pesca                            | Josep Miró i Ardèvol             | de Política Forestal                   | Francesc Robert i Graupera            | Servei d'Agents Rurals                                  |                                                                                              |
| 1989-1992   | Agricultura, Ramaderia i Pesca                            | Joan Vallvé i Ribera             | 1989-1991                              | del Medi Natural                      | Francesc Robert i Graupera                              | Servei d'Agents Rurals                                                                       |
| 1991-1993   | Agricultura, Ramaderia i Pesca                            | Joan Vallvé i Ribera             | del Medi Natural                       | Josep Santacana i Romagosa            | Servei d'Agents Rurals                                  |                                                                                              |
| 1992-1999   | Agricultura, Ramaderia i Pesca                            | Francesc Xavier Marimon i Sabaté | 1993-1999                              | del Medi Natural                      | Jordi Peix i Massip                                     | Servei d'Agents Rurals/Servei d'Agents Rurals i Prevenció d'Incendis Forestals               |
| 1999-1999   | Agricultura, Ramaderia i Pesca                            | Francesc Xavier Marimon i Sabaté | del Medi Natural                       | Antoni Solé i Gasset                  | Servei d'Agents Rurals i Prevenció d'Incendis Forestals |                                                                                              |
| 1999-2001   | Interior                                                  | Xavier Pomés i Abella            | 1999-2000                              | d'Emergències i Seguretat Civil       | Enric Prior i Barrull                                   | Servei d'Agents Rurals i Prevenció d'Incendis Forestals                                      |
| 2000-2001   | Interior                                                  | Xavier Pomés i Abella            | d'Emergències i Seguretat Civil        | Josep M. Padrosa i Masias             | Servei d'Agents Rurals i Prevenció d'Incendis Forestals |                                                                                              |
| 2001-2001   | Medi Ambient                                              | Felip Puig i Godes               | 2001-2002                              | de Patrimoni Natural i del Medi Físic | Montserrat Candini i Puig                               | Subdirecció General d'Agents Rurals i Prevenció d'Incendis Forestals                         |
| 2001-2003   | Medi Ambient                                              | Ramon Espadaler i Parcerisas     | 2002-2002                              | de Patrimoni Natural i del Medi Físic | Pere Maluquer i Ferrer                                  | Subdirecció General d'Agents Rurals i Prevenció d'Incendis Forestals                         |
| 2002-2004   | Medi Ambient                                              | Ramon Espadaler i Parcerisas     | de Prevenció de Riscos al Medi Natural | Josep Escorihuela Mestre              | Direcció General de Prevenció de Riscos al Medi Natural |                                                                                              |
| 2003-2006   | Medi Ambient i Habitatge                                  | Salvador Milà i Solsona          | 2004-2006                              | del Medi Natural                      | Ramon Luque i Porriño                                   | Subdirecció General de Protecció de la Biodiversitat/ Subdirecció General dels Agents Rurals |
| 2006-2010   | Medi Ambient i Habitatge                                  | Francesc Baltasar i Albesa       | 2006-2008                              | del Medi Natural                      | Joan Pallisé i Clofent                                  | Subdirecció General dels Agents Rurals                                                       |
| 2008-2010   | Medi Ambient i Habitatge                                  | Francesc Baltasar i Albesa       | del Medi Natural                       | Maria Núria Buenaventura i Puig       | Subdirecció General dels Agents Rurals                  |                                                                                              |
| 2010-2015   | Agricultura, Ramaderia, Pesca, Alimentació i Medi Natural | Josep Maria Pelegrí i Aixut      | 2011-2013                              | del Medi Natural i Biodiversitat      | Josep Escorihuela Mestre                                | Subdirecció General dels Agents Rurals                                                       |
| 2013-2015   | Agricultura, Ramaderia, Pesca, Alimentació i Medi Natural | Josep Maria Pelegrí i Aixut      | del Medi Natural i Biodiversitat       | Antoni Trasobares Rodríguez           | Subdirecció General dels Agents Rurals                  |                                                                                              |
| 2015-2016   | Agricultura, Ramaderia, Pesca i Alimentació               | Jordi Ciuraneta i Riu            | 2015-2015                              | del Medi Natural i Biodiversitat      | Antoni Trasobares Rodríguez                             | Subdirecció General dels Agents Rurals                                                       |
| 2015-2016   | Agricultura, Ramaderia, Pesca i Alimentació               | Jordi Ciuraneta i Riu            | de Forests                             | Antoni Trasobares Rodríguez           | Subdirecció General dels Agents Rurals                  |                                                                                              |
| 2016-2017   | Agricultura, Ramaderia, Pesca i Alimentació               | Meritxell Serret i Aleu          | 2016-2016                              | de Forests                            | Antoni Trasobares Rodríguez                             | Subdirecció General dels Agents Rurals                                                       |
| 2016-2017   | Agricultura, Ramaderia, Pesca i Alimentació               | Meritxell Serret i Aleu          | de Forests                             | Montserrat Barniol i Carcasona        | Subdirecció General dels Agents Rurals                  |                                                                                              |
| 2017-2018   | Agricultura, Ramaderia, Pesca i Alimentació               | Meritxell Serret i Aleu          | dels Agents Rurals                     | Marc Costa i Trachsel                 | Direcció General dels Agents Rurals                     |                                                                                              |
| 2018-2021   | Agricultura, Ramaderia, Pesca i Alimentació               | Teresa Jordà i Roura             | 2018-2021                              | dels Agents Rurals                    | Marc Costa i Trachsel                                   | Direcció General dels Agents Rurals                                                          |
| 2021-2024   | Interior                                                  | Joan Ignasi Elena i García       | 2021-2023                              | dels Agents Rurals                    | Marc Costa i Trachsel                                   | Direcció General dels Agents Rurals                                                          |
| 2023-2024   | Interior                                                  | Joan Ignasi Elena i García       | dels Agents Rurals                     | Elisenda Pérez i Esteve               | Direcció General dels Agents Rurals                     |                                                                                              |
| Des de 2024 | Interior i Seguretat Pública                              | Núria Parlon                     | Des de 2024                            | dels Agents Rurals                    | Elisenda Pérez i Esteve                                 | Direcció General dels Agents Rurals                                                          |

Per saber qui era President de la Generalitat de Catalunya en cada moment, podeu consultar a l'article corresponent de President de la Generalitat de Catalunya.

## Accés i Carrera professional

### Accés
Actualment, d'acord amb la Llei 17/2003, de 4 de juliol, del Cos d'Agents Rurals, es pot accedir al Cos d'Agents Rurals per:
Convocatòries de procés selectiu per a l'ingrés inicial. (des de la Llei 17/2003 a l'escala auxiliar, categoria d'agent auxiliar (subgrup C2) del cos d'Agents Rurals i des de 2020 a la categoria d'agent ((grup C, subgrup C1)).
L'accés al Cos d'Agents Rurals s'ha fet a través de convocatòries, a partir de l'oferta d'ocupació pública. Al Cos d'Agents Rurals, com en els altres cossos especials operatius (Bombers i Mossos d'Esquadra), l'accés de base s'efectua d'acord amb els requisits establerts pel subgrup C2 de l'administració, corresponents a l'escala auxiliar, categoria d'agent auxiliar del Cos d'Agents Rurals.
La classificació de grups i subgrups dels funcionaris públics ve donada per la funció pública a Espanya i és determinada per la Llei 7/2007, de 12 d'abril, de l'Estatut Bàsic de l'Empleat Públic (EBEP).
A l'inici, el traspàs del personal no és complet, donat que es transfereixen places vacants pressupostades, fet que permet una vegada organitzada la Generalitat de Catalunya, s'impulsi immediatament dues promocions d'agents rurals.
Les diferents promocions efectuades per la Generalitat de Catalunya restaurada són:
| Promoció   | Registre | Places ofertes | Places reals | Homes | Dones | Convocatòria | Nomenament |
| ---------- | -------- | -------------- | ------------ | ----- | ----- | ------------ | ---------- |
| 1a         | interins | 70             | 80           | 80    | 0     | 05/06/1986   | 22/06/1988 |
| 2a         | 039      | 50             | 45           | 45    | 0     | 24/12/1987   | 22/06/1988 |
| 3a         | 43/90    | 39             | 43           | 42    | 1     | 16/09/1991   | 27/07/1992 |
| 4a         | 009      | 40             | 44           | 41    | 3     | 28/05/1998   | 03/02/2000 |
| 5a         | 044      | 104            | 113          | 88    | 25    | 07/07/2000   | 24/07/2002 |
| 6a         | 02/05    | 38             | 38           | 35    | 3     | 23/05/2005   | 19/02/2007 |
| 7a         | 148      | 36             | 26           |       |       | 16/05/2007   | 17/09/2007 |
| 8a         | 01/06    | 87             | 96           |       |       | 20/07/2006   | 12/06/2008 |
| 9a         | 01/08    | 30             | 33           | 26    | 7     | 22/01/2009   | 13/04/2011 |
| 10a        | 01/20    | 50             | 55           |       |       | 19/06/2020   | 15/11/2023 |
| 11a        | 04/22    | 110            | 124          | 78    | 46    | 23/05/2022   | 12/12/2024 |
| 643        | 15       | 16/12/2022     | 10/06/2024   |       |       |              |            |
| 16/12/2024 |          |                |              |       |       |              |            |
| 12a        | 01/23    | 110            | 109          | 66    | 43    | 29/06/2023   |            |
| 13a        | 01/24    | 127            |              |       |       | 14/12/2024   |            |

- Primera promoció.[157] Creada com a agents forestals. Són en règim d'interí. Es va convocar les places el juny de 1986, el procés selectiu va ser durant la tardor de 1986 i van efectuar un curs formatiu selectiu de 5 mesos el 1987 (la meitat a l'Escola de Capacitació agrària forestal de Santa Coloma de Farners i l'altra a l'Escola de Policia de Catalunya[158] a Mollet del Vallès). A la convocatòria s'hi va afegir 10 places, en total van ser 80 places. Van entrar en servei el 3 de juny de 1987 amb les primeres patrulles forestals d'agents rurals.[159]

En ser la primera promoció, es va efectuar un acte de presentació oficial el dia 26 de juny de 1987 a la zona forestal de Gallecs davant del Molt Honorable President de la Generalitat de Catalunya i de l'Honorable Conseller d'Agricultura, Ramaderia i Pesca.
- Segona promoció.[161] Ja com a agents rurals (ja s'havia creat el Cos) i en règim d'interí. Es disposa d'un temari aprovat.[162] Aquesta convocatòria de la segona promoció no acaba de fer-se efectiva per la seva anul·lació al convocar-se una nova convocatòria de proves selectives per a l'ingrés al Cos d'Agents Rurals, i en règim de funcionaris de carrera (convocatòria que integrarà els agents en servei provinent de la primera promoció que estaven en règim d'interinatge i aquests).[163] Es va convocar les places al desembre de 1987, el procés selectiu va ser durant la primavera de 1988. Van entrar en servei el 23 de juny de 1988.
- Tercera promoció.[164] Primera convocatòria amb reglament del CAR, de proves selectives per a l'ingrés al cos d'agents rurals, i és amb règim de funcionari de carrera. El temari d'aquesta convocatòria és a l'annex d'aquesta.
- Quarta promoció.[165] Convocatòria del procés selectiu per a l'accés al cos d'agents rurals, i en règim de funcionari de carrera. El temari d'aquesta convocatòria és a l'annex d'aquesta.
- Cinquena promoció.[166] Convocatòria del procés selectiu per a l'accés al cos d'agents rurals, i en règim de funcionari de carrera. El temari[167] d'aquesta convocatòria és el de 1997.
- Sisena promoció.[168] Primera convocatòria des de la Llei 17/2003, del procés selectiu, mitjançant el sistema de lliure accés per a l'ingrés a l'escala auxiliar, categoria d'agent auxiliar, del cos d'agents rurals, i és en règim de funcionari de carrera. El temari[169] d'aquesta convocatòria és el de 2004.
- Setena promoció.[170] Convocatòria del procés selectiu, torn de reserva especial, per a l'accés a l'escala bàsica, categoria d'agent, i a l'escala auxiliar, categoria d'agent auxiliar, del Cos d'Agents Rurals, per al personal laboral fix (guarda major de reserva de fauna, guarda 1a reserva de fauna o guarda de reserva de fauna), i en règim de funcionari de carrera. El temari d'aquesta convocatòria és el de 2004. Aquesta convocatòria inicia la integració del col·lectiu de guardes de reserva que treballen als espais de gestió cinegètica, bàsicament reserves nacionals de caça (RNC) i zones de caça controlada (ZCC), gestionats per la Generalitat de Catalunya.
- Vuitena promoció.[171] Convocatòria del procés selectiu, mitjançant el sistema de lliure accés, per a l'ingrés a l'escala auxiliar, categoria d'agent auxiliar, del Cos d'Agents Rurals, i en règim de funcionari de carrera. El temari d'aquesta convocatòria és el de 2004. El curs selectiu de formació es va efectuar a Torre Marimón[172] de Caldes de Montbui a l'octubre de 2007. A la convocatòria s'hi va afegir un 10% addicional, en total van ser 96 places.
- Novena promoció.[173] Convocatòria mitjançant el sistema de lliure accés, per a l'ingrés a l'escala auxiliar, categoria d'agent auxiliar (subgrup C2) del cos d'Agents Rurals, i en règim de funcionari de carrera. El temari[174] d'aquesta convocatòria és el de 2008. El Curs selectiu de formació de 200 hores de durada es va efectuar del 6 abril al 24 de maig de 2010 a l'Institut de Seguretat Pública de Catalunya (ISPC) a Mollet del Vallès. A la convocatòria s'hi va afegir un 10% addicional, en total van ser 33 places.
- Desena promoció.[175] Convocatòria mitjançant el sistema de lliure accés, per a l'ingrés a l'escala bàsica, categoria d'agent ((grup C, subgrup C1) del cos d'Agents Rurals, en règim de funcionari de carrera de 50 places. El temari general d'aquesta convocatòria és el de 2007[176] i l'específic és el de 2019.[176] Les 50 places són 37 places per al torn de lliure accés i 13 places per al torn de promoció interna. És la primera promoció d'accés al cos d'Agents Rurals directament a la categoria d'agent. El Curs selectiu de formació és de 530 hores de durada, efectuat del 2 de novembre de 2022 al 18 d'abril de 2023 a l'Institut de Seguretat Pública de Catalunya (ISPC) a Mollet del Vallès i el nombre de persones participants proposades per a la realització de la fase formativa de caràcter selectiu va ser de 55 persones.
- Onzena promoció. Promoció proveïda d'aspirants que han efectuat el Curs selectiu de formació de 530 hores de durada, del 13 de novembre de 2023 al 30 de maig de 2024 a l'Institut de Seguretat Pública de Catalunya (ISPC) a Mollet del Vallès. Excepcionalment, s'ha efectuat una doble convocatòria per a aquesta promoció:
  - Convocatòria[177] (04/22) mitjançant el sistema de lliure accés, per a l'ingrés a l'escala bàsica, categoria d'agent ((grup C, subgrup C1) del cos d'Agents Rurals, en règim de funcionari de carrera, de 100 places més un 10% addicional (total 110 places), de les quals 44 es reserven per ser proveïdes per dones. El temari general i específic d'aquesta convocatòria és el de 2021.[178] Les 100 places són 107 places per al torn de lliure accés, de les quals 10 corresponen al 10% addicional de places, i 3 places per al torn de promoció interna.
  - Convocatòria[179] (643) mitjançant el sistema de lliure accés, per a l'ingrés a l'escala bàsica, categoria d'agent ((grup C, subgrup C1) del cos d'Agents Rurals, en règim de funcionari de carrera, de 15 places. No hi ha temari general per aquesta convocatòria i l'específic és el de 2021.[178]

- Dotzena promoció.[180] (01/23) mitjançant el sistema de lliure accés, per a l'ingrés a l'escala bàsica, categoria d'agent ((grup C, subgrup C1) del cos d'Agents Rurals, en règim de funcionari de carrera, de 100 places més un 10% addicional (total 110 places), de les quals 44 es reserven per ser proveïdes per dones. El temari general i específic d'aquesta convocatòria és el de 2021.[178] El Curs selectiu de formació previst és no superior a 600 hores de durada, del 20 de novembre de 2024 al 13 de juny de 2025 a l'Institut de Seguretat Pública de Catalunya (ISPC) a Mollet del Vallès.
- Tretzena promoció.[181] (01/24) mitjançant el sistema de lliure accés, per a l'ingrés a l'escala bàsica, categoria d'agent ((grup C, subgrup C1) del cos d'Agents Rurals, en règim de funcionari de carrera, de 127 places, de les quals 50 es reserven per ser proveïdes per dones. El temari general i específic d'aquesta convocatòria és el de 2021.[182] El Curs selectiu de formació previst és no superior a 600 hores de durada.

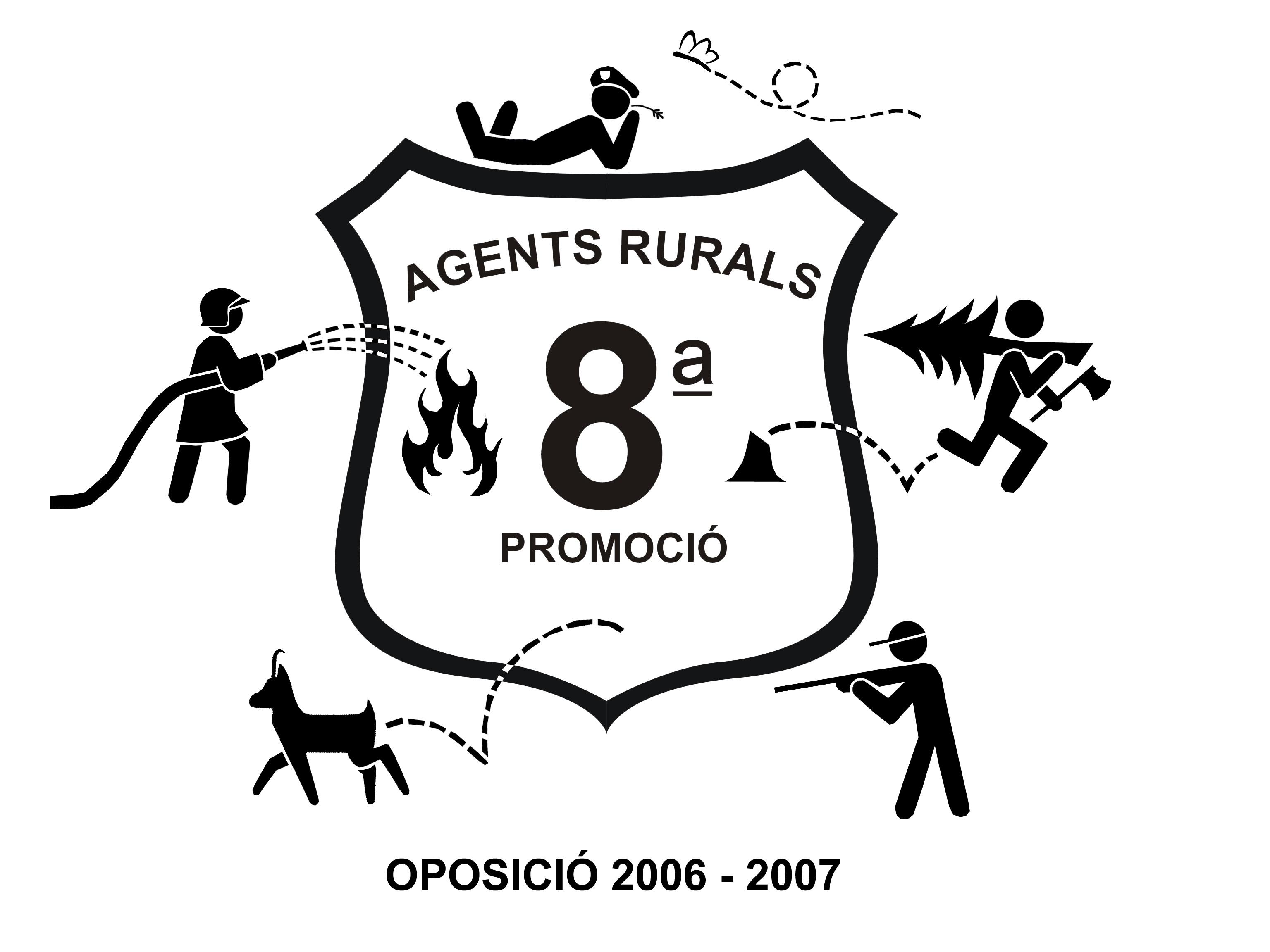
Logo no of. 8a promoció
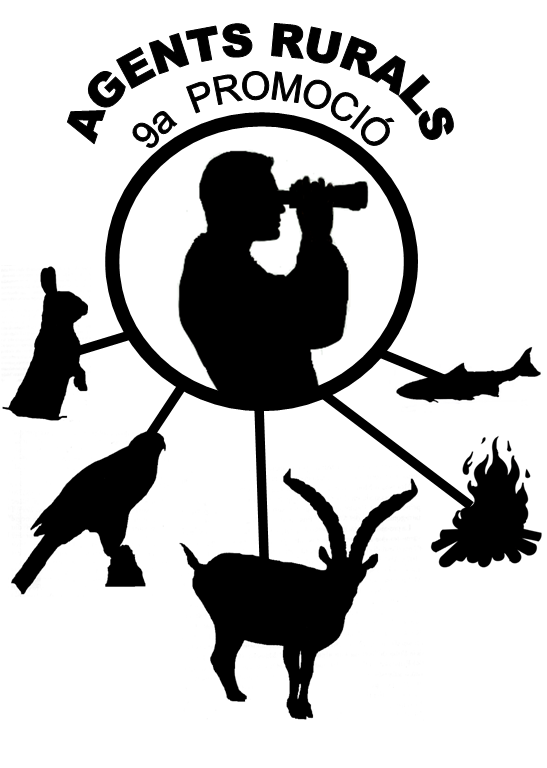
Logo no of. 9a promoció
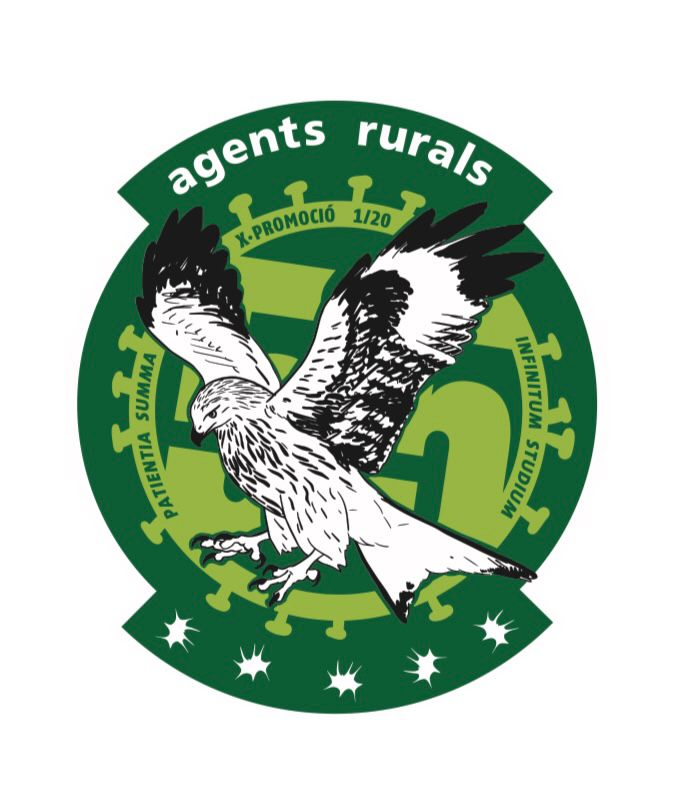
Logo no of 10a promoció
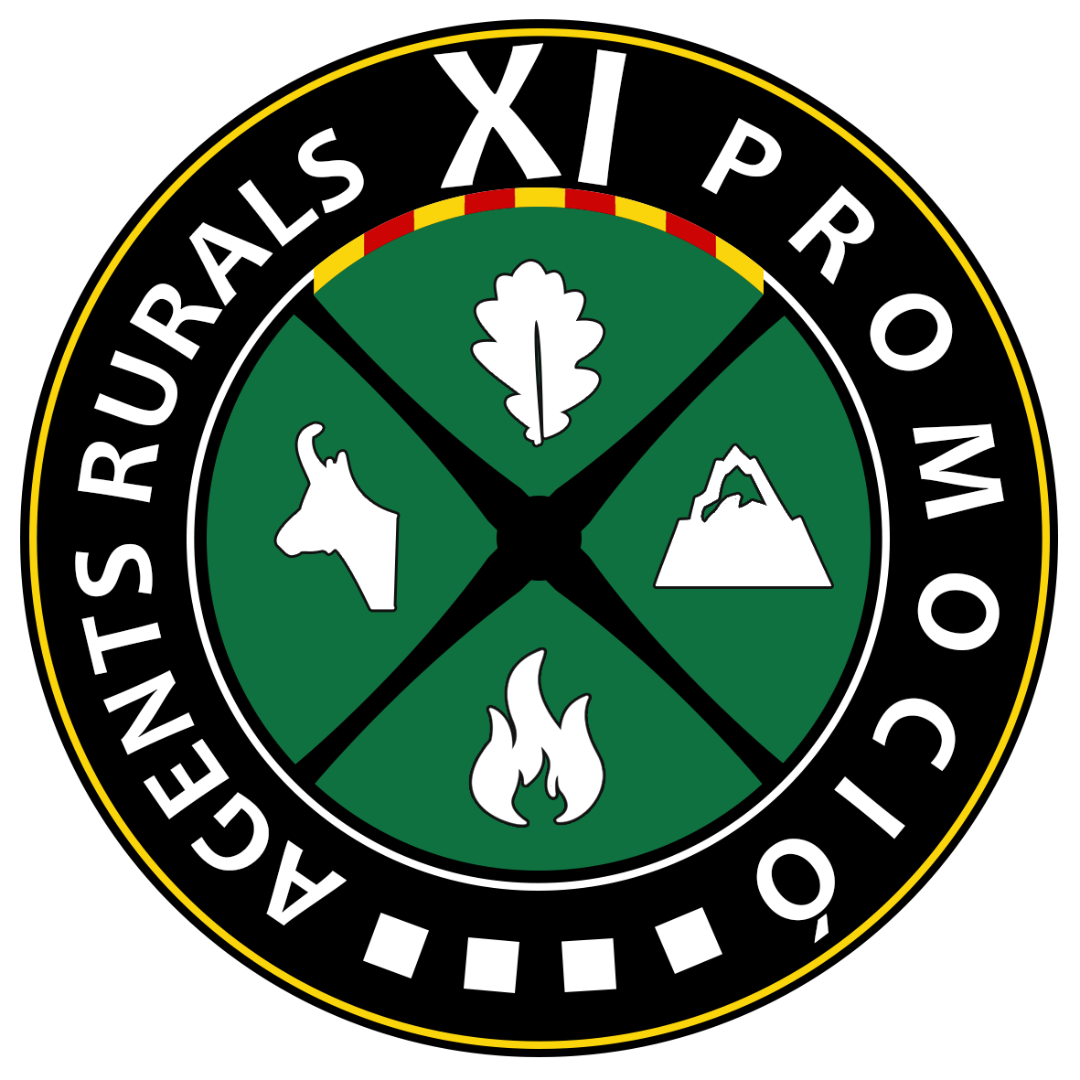
Logo no of 11a promoció
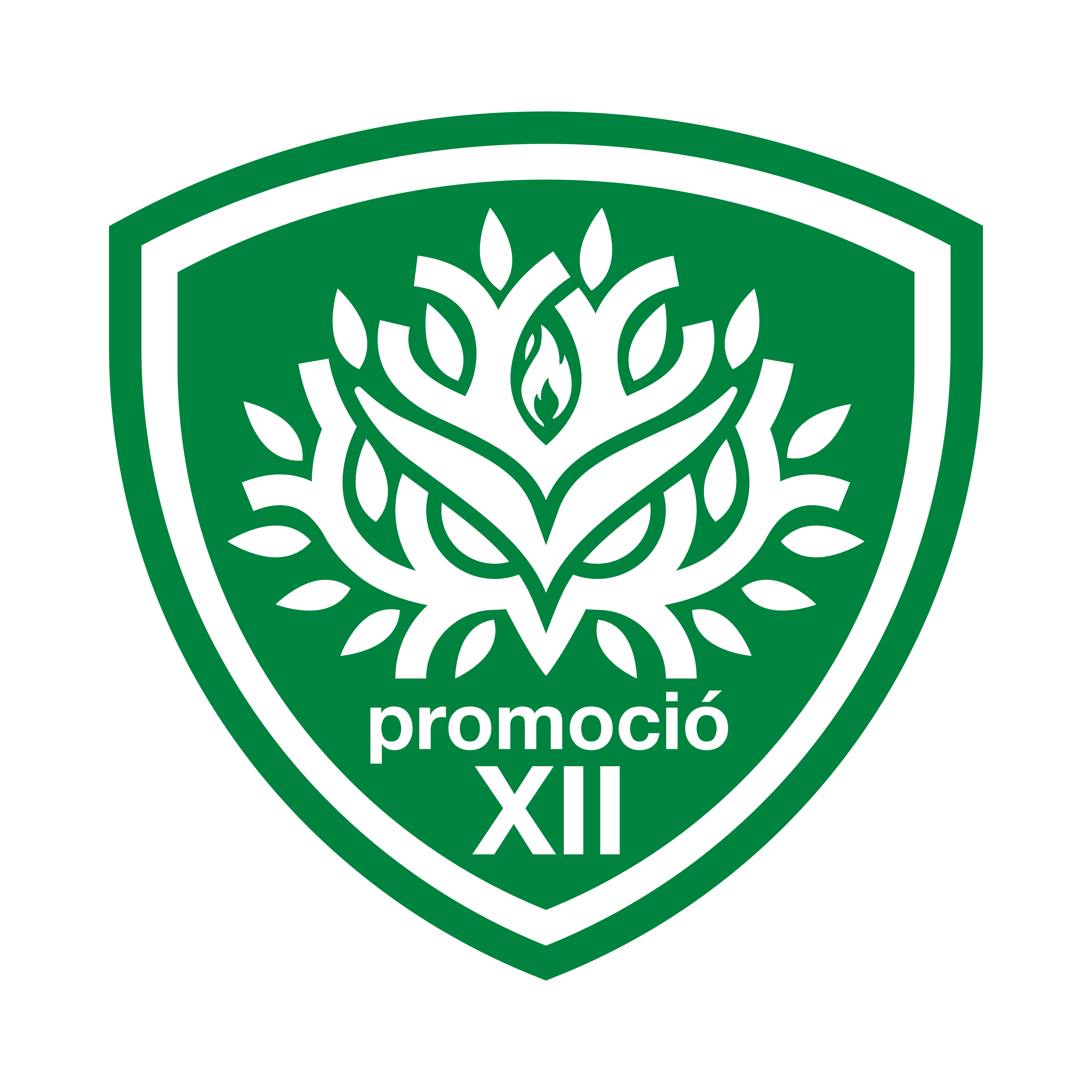
Logo no of 12a promoció

Per altra banda, és possible d'acord amb la normativa vigent, l'accés al Cos a través de concurs oposició en torn lliure a les categories executiva i superior.
Convocatòries de procés selectiu per a l'ingrés a l'escala executiva, categoria de sotsinspector/a ((grup A, subgrup A2) del cos d'Agents Rurals.
La promoció efectuada s'ha fet amb concurs oposició en torn lliure i promoció interna a l'escala executiva, categoria de sotsinspector/a ((grup A, subgrup A2 de l'administració).
| Promoció | Registre | Places ofertes | Places cobertes | Homes | Dones | Convocatòria | Nomenament Promoció interna | Nomenament Torn Lliure |
| -------- | -------- | -------------- | --------------- | ----- | ----- | ------------ | --------------------------- | ---------------------- |
| 1a       | 233      | 50             | 15              | 10    | 6     | 15/11/2018   | 16/07/2021 i 25/04/2024     | 17/12/2021             |
| 2a       | 03/22    | 35             |                 |       |       | 07/09/2022   | 25/04/2024                  |                        |

- Primera promoció.[185] Convocatòria del procés selectiu, torn lliure i promoció interna, per a l'accés a l'escala executiva, categoria de sotsinspector/a (grup A, subgrup A2), en règim de funcionari de carrera. El temari general d'aquesta convocatòria és el de 2018[186] i l'específic és el de 2016.[186] Amb aquesta convocatòria inicia el desplegament a l'escala executiva del Cos d'Agents Rurals, prevista a la Llei 17/2003. El Curs selectiu de formació de 400 hores de durada es va realitzar de l'1 de febrer al 14 de maig de 2021 a l'Escola d'Administració Pública de Catalunya (EAPC), en el Centre de Formació d'Estudis Agrorurals (CFEA), a Reus. El nomenament dels sotsinspectors i de les sotsinspectores del torn de promoció interna va tenir lloc el 16/07/2021, mentre que les persones aspirants del torn lliure van iniciar el període de pràctiques el dia 19/07/2021 i van ser nomenades el 17/12/2021.
- Segona promoció.[187] Convocatòria del procés selectiu, torn lliure i promoció interna, per a l'accés a l'escala executiva, categoria de sotsinspector/a (grup A, subgrup A2), en règim de funcionari de carrera. El temari general d'aquesta convocatòria és el de 2018[186] i l'específic és el de 2016.[186] El Curs selectiu de formació de 400 hores de durada es va realitzar del 2 d'octubre de 2023 al 17 d'abril de 2024 a l'Institut de Seguretat Pública de Catalunya (ISPC), a Mollet del Vallès.

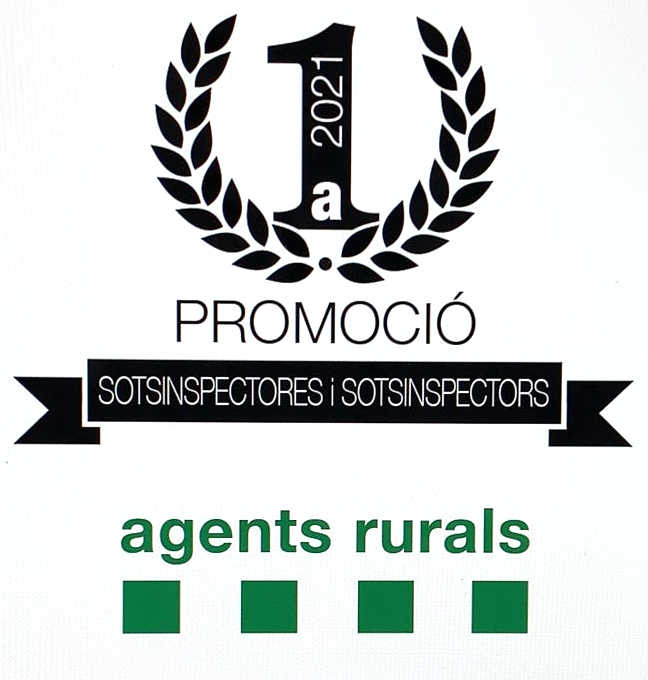
Logo no of. 1a promoció
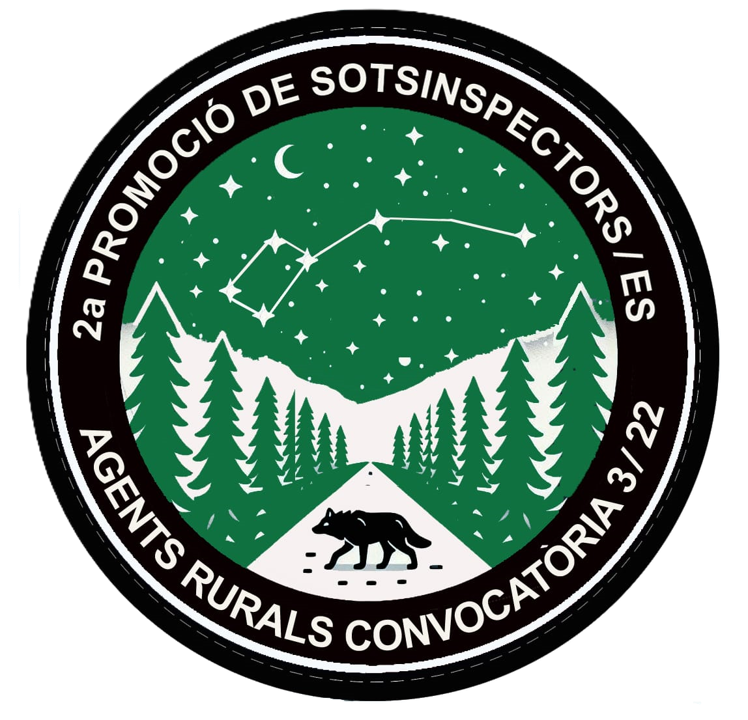
Logo no of. 2a promoció

Fins ara no s'ha fet cap promoció a l'escala superior, categoria d'inspector o inspectora (grup A, subgrup A1).

### Carrera professional
La carrera professional del Cos d'Agents Rurals s'efectua per convocatòries de procés selectiu:
- En les categories d'inspector o inspectora(aquesta categoria corresponen al grup A de l'administració) i sotsinspector o sotsinspectora (aquesta categoria corresponen al grup B de l'administració) es fa mitjançant els sistemes de concurs oposició en torn lliure i entorn de promoció interna (cada convocatòria ha de reservar el nombre de places a les quals poden accedir per promoció interna els membres del cos d'agents rurals).
- En les categories d'agent, agent major i oficial o oficiala (aquestes categories corresponen al subgrup C1 de l'administració) es fa per promoció interna, mitjançant el sistema de concurs oposició entre els membres del Cos d'Agents Rurals.

La carrera professional s'inicia amb la promoció de l'escala auxiliar, categoria d'agent auxiliar a l'escala bàsica, categoria d'agent.
Amb la normativa inicial del Cos d'Agents Rurals (Llei 9/1986, de 10 de novembre, de Cossos de Funcionaris de la Generalitat de Catalunya i el Decret 255/1988, de 12 de setembre, pel qual s'aprova el Reglament del cos d'agents rurals de la Generalitat de Catalunya) no hi havia promoció interna pels agents rurals. Posteriorment la Llei 4/2000, de 26 de maig, de mesures fiscals i administratives, modifica les normes citades amb la creació de la categoria d'agent rural de primera, del grup C de l'administració. Finalment, la Llei 17/2003, de 4 de juliol, del Cos d'Agents Rurals desenvolupa tota la carrera professional dels membres del Cos d'Agents Rurals.
Les diferents promocions internes de l'escala auxiliar, categoria d'agent auxiliar a l'escala bàsica, categoria d'agent són:
| Promoció | Registre | Places ofertes | Places reals | Convocatòria | Nomenament |
| -------- | -------- | -------------- | ------------ | ------------ | ---------- |
| 1a       | 01/01    | 266            | 201          | 22/11/2001   | 01/06/2002 |
| 2a       | 01/02    | 50             | 41           | 21/02/2003   | 01/09/2003 |
| 3a       | 01/05    | 126            | 119          | 25/02/2005   | 01/09/2005 |
| 4a       | 01/09    | 68             | 59           | 25/08/2009   | 01/04/2010 |
| 5a       | 215      | 129            | 126          | 07/10/2014   | 17/06/2015 |

- Primera promoció interna al C.[189] Creada d'acord amb la normativa citada de la Llei 4/2000 que preveu la promoció d'agent (del grup D de l'administració) a agent de primera (del grup C de l'administració). Van efectuar un curs formatiu a l'escola de bombers amb formació a Bellaterra i Torreferrussa. El temari[190] d'aquesta convocatòria és el de 2001.

Curiositat. Aquesta convocatòria era oberta també als agents equivalents als agents rurals adscrits al Consell General d'Aran.
- Segona promoció interna al C.[191] Segona convocatòria creada d'acord amb la normativa citada de la Llei 4/2000 que preveu la promoció d'agent (del grup D de l'administració) a agent de primera (del grup C de l'administració). El temari d'aquesta convocatòria és el de 2001.
- Tercera promoció interna al C.[192] Primera convocatòria a partir de la Llei 17/2003, de 4 de juliol, del Cos d'Agents Rurals, que preveu la promoció des de l'escala auxiliar, categoria agent auxiliar (del grup D de l'administració) a l'escala bàsica, categoria d'agent (del grup C de l'administració). El temari d'aquesta convocatòria és el de 2001.
- Quarta promoció interna al C2.[193] Segona convocatòria a partir de la Llei 17/2003, de 4 de juliol, del Cos d'Agents Rurals, que preveu la promoció des de l'escala auxiliar, categoria agent auxiliar (del subgrup C2 de l'administració) a l'escala bàsica, categoria d'agent (del subgrup C1 de l'administració). El temari[194] d'aquesta convocatòria és el de 2009. Els canvis en subgrups ve donat per l'EBEP.
- Cinquena promoció interna al C2.[195] Tercera convocatòria a partir de la Llei 17/2003, de 4 de juliol, del Cos d'Agents Rurals, que preveu la promoció des de l'escala auxiliar, categoria agent auxiliar (del subgrup C2 de l'administració) a l'escala bàsica, categoria d'agent (del subgrup C1 de l'administració). El temari[194] d'aquesta convocatòria és el de 2009.

La següent promoció és dins de la mateixa escala bàsica, de la categoria d'agent a la categoria d'agent major.
L'única promoció interna de l'escala bàsica, categoria d'agent a la categoria d'agent major efectuada és:
| Promoció | Registre | Places ofertes | IF | Fa | EN | RF | Places reals | IF | Fa | EN | RF | Convocatòria | Nomenament |
| -------- | -------- | -------------- | -- | -- | -- | -- | ------------ | -- | -- | -- | -- | ------------ | ---------- |
| 1a       | 02/09    | 160            | 48 | 51 | 26 | 35 | 113          | 32 | 41 | 11 | 29 | 24/11/2009   | 01/04/2011 |

La categoria d'agent major, és la categoria mitjana de l'escala bàsica del Cos d'Agents Rurals, està destinada al desenvolupament de l'àrea d'especialització assignada, de manera que a la taula s'identifica per a cada àrea citada a quina matèria correspon, on:
- IF = Àrea de Prevenció i Investigació d'Incendis Forestals.
- Fa = Àrea de la Fauna Protegida, de la Caça i de la Pesca.
- EN = Àrea dels Espais Naturals Protegits i de la Biodiversitat.
- RF = Àrea de Recursos Forestals.

- Primera promoció interna a agent major.[196] Creada d'acord amb la Llei 17/2003, de 4 de juliol, del Cos d'Agents Rurals, que preveu la promoció a l'escala bàsica, categoria d'agent major (del grup C1 de l'administració). El temari[197] d'aquesta convocatòria és el de 2009. Van efectuar un curs selectiu teoricopràctic a l'Institut de Seguretat Pública de Catalunya (ISPC) durant la tardor de 2010.

Fins ara, no s'ha fet cap promoció interna de la categoria d'agent major a oficial o oficiala dins de l'escala bàsica, així com tampoc s'ha efectuat cap promoció interna a l'escala executiva, categoria de sotsinspector o sotsinspectora i l'escala superior, categoria d'inspector o inspectora. Per la qual cosa manca per completar les categories professionals establertes per la Llei 17/2003.
«Nota. En qualsevol de les promocions anteriors, cal tenir en compte que hi pot haver renúncia a ocupar la plaça de funcionari que correspongui, de manera que no es fa efectiu el nomenament i la plaça real no ser-ho.»

## Normativa i convenis
L'acció dels agents rurals està emmarcada en la normativa que de forma general l'habilita i en els convenis de col·laboració amb els organismes responsables de determinades matèries per a una millora de l'acció d'aquestes.

### Normativa
- Llei 17/2003, de 4 de juliol, del Cos d'Agents Rurals.[198] Modificada per la Llei 2/2014, del 27 de gener, de mesures fiscals, administratives, financeres i del sector públic,[199] que en el seu article 145 inclou diferents preceptes sobre càrrecs de comandament i el seu accés.
- Decret 266/2007, de 4 de desembre, pel qual s'aprova el Reglament del Cos d'Agents Rurals.[200]
- Decret 391/2011, de 13 de setembre, pel qual s'estableix l'uniforme, l'equipament, els distintius, els elements d'acreditació i la imatge corporativa del Cos d'Agents Rurals.[201]
- Decret 414/2000, de 27 de desembre, d'adscripció del cos d'agents rurals al Departament de Medi Ambient i d'assignació de funcions en matèria de prevenció d'incendis forestals.[202]
- Decret 115/2015, de 22 de juny, de canvi de denominació d'un departament i de modificació del Decret 200/2010, de 27 de desembre, de creació, denominació i determinació de l'àmbit de competència dels departaments de l'Administració de la Generalitat de Catalunya[203]
- Decret 212/2015, de 22 de setembre, de modificació parcial del Decret 342/2011, de 17 de maig, de reestructuració del Departament de Territori i Sostenibilitat, i del Decret 270/2013, de 23 de desembre, de reestructuració del Departament d'Agricultura, Ramaderia, Pesca, Alimentació i Medi Natural[204]

### Convenis de col·laboració
Els convenis de col·laboració se signen especificant matèries i contrapartides entre les parts, amb una vigència indefinida o determinada i que es renova automàticament si les parts no diuen el contrari. També poden ser objecte d'extinció.
Els convenis de col·laboració públics existents i les accions de col·laboració, amb participació del Cos d'Agents Rurals són amb:
- Institut Cartogràfic i Geològic de Catalunya[205] del Departament de Territori i Sostenibilitat de la Generalitat de Catalunya. La col·laboració del Cos d'Agents Rurals en matèria de riscos geològics, neus i allaus ha permés incrementar substancialment la informació d'observació de fenòmens geològics de perill i la presa de dades nivològiques. Aquest conveni de 1996 va ser ampliat a novembre de 2009, amb un nou conveni específic de col·laboració (referència IGC 107-0A) per a l'intercanvi d'informació i recollida de dades relacionades amb les allaus i d'altres fenòmens geològics.[206] Fet que ha permès incrementar substancialment la informació d'observacions de fenòmens geològics de perill.[207]
- Oficina Nacional de la Caça i de la Fauna Salvatge (ONCFS) sota la doble tutela dels Ministeris d'Ecologia i d'Agricultura del Govern francès. Amb la finalitat de millorar l'eficàcia dels serveis i el desenvolupament d'accions comunes a l'espai transfronterer (Pirineus), la qual cosa implica accions de suport a la gestió i de vigilància així com de formació del personal implicat.[208] Inicialment formalitzat el 2001, va ser objecte de modificació i millora al setembre de 2011.
- Consell Superior d'Investigacions Científiques (CSIC).[209] Adscrit al Ministeri d'Economia i Competitivitat del govern espanyol. Conveni de col·laboració efectuat entre el Govern de la Generalitat i el CSIC s'efectua per tal de col·laborar en la investigació i la formació del Cos d'Agents Rurals en matèria marítima. Es preveu que un membre del Cos d'Agents Rurals pugui participar en l'exercici de les funcions de patró d'embarcació marítima a la base antàrtica espanyola Juan Carlos I, ubicada a l'illa Livingston, a Argentina, i en activitats de formació en protocols d'actuació en abocaments de combustible a mar i assaigs en matèria de vestuari i equipaments en situacions meteorològiques extremes.
- Agència Catalana de l'Aigua[210] del Departament de Territori i Sostenibilitat de la Generalitat de Catalunya.
- Agència de Residus de Catalunya[211] del Departament de Territori i Sostenibilitat de la Generalitat de Catalunya.
- Direcció General del Patrimoni Cultural[212] del Departament de Cultura de la Generalitat de Catalunya. Aquesta col·laboració permet conèixer quins són els elements del patrimoni cultural i alhora vetllar-los[213] i/o documentar-los en cas de mancança.[214]
- SEO/BirdLife. Societat Espanyola d'Ornitologia. Per a la investigació i la informació en casos de verí, així com la formació dels agents rurals en la investigació de l'ús il·legal de verí al medi natural. Els ponents són membres de la GEVA del Cos d'Agents Rurals que traslladan la seva experiència contra el furtivisme i el verí (han aconseguit fins al 2012, 12 sentències condemnatòries per l'ús il·legal del verí).[215]
- Direcció General de Qualitat Ambiental[216] del Departament de Territori i Sostenibilitat de la Generalitat de Catalunya. Amb aquesta acció es coneix els nivells dels camps electromagnètics existents a Catalunya, dins el marc del projecte LIFE de Governança Radioelèctrica i cofinançat al 50% per la Unió Europea.
- Consell General d'Aran,[217] per a l'exercici dels serveis i funcions ambientals transferits al Consell General d'Aran, amb la col·laboració dels agents rurals per donar suport en el desenvolupament d'accions conjuntes a la Vall d'Aran i zones limítrofes, la qual cosa implica accions de vigilància i de control del furtivisme, així com de formació del personal implicat.
- Direcció General d'Ordenació del Territori i Urbanisme[218] del Departament de Territori i Sostenibilitat de la Generalitat de Catalunya. On s'estableix els termes i els criteris d'acord amb els quals els membres del Cos d'Agents Rurals col·laboraran amb la Direcció General d'Ordenació del Territori i Urbanisme en la vigilància i control de les infraccions urbanístiques que detectin en l'àmbit del sòl no urbanitzable no inclòs en un espai de protecció especial.
- Centre d'Atenció i Gestió de Trucades d'Urgència 112 de Catalunya.[219] Conveni per a la integració de les trucades d'emergència del Cos d'Agents Rurals en el 112 Catalunya. Iniciat a partir de 17 de novembre de 2010, en què se signa un document d'intencions per a la integració efectiva que es fa realitat el juny de 2011.[220]

Convenis de col·laboració sense vigència:
- Federació Catalana de Pesca Esportiva i Càsting (FCPEC) Arxivat 2014-05-17 a Wayback Machine..[221] Aquest Conveni va ser vigent entre 28 d'octubre de 2004 i l'entrada en vigor de la Llei 22/2009,[222] del 23 de desembre, d'ordenació sostenible de la pesca en aigües continentals. Per aquest conveni s'establien, entre d'altres, pautes per a la vigilància dels rius i la relació entre els guardes fluvials i els agents rurals. Per altra banda, aquest mateix conveni derogava altres convenis subscrits per les mateixes parts i que afecten part de la matèria tractada:

- Conveni per a la gestió, la conservació i la restauració de les zones de pesca controlada i els seus hàbitats de 23 de setembre de 1999 signat pel Departament d'Agricultura, Ramaderia i Pesca i la FCPEC.
- Conveni marc per regular la col·laboració per a la millora en l'ordenació, gestió i la sostenibilitat de l'aprofitament piscícola en les aigües continentals de Catalunya, el seguiment, la preservació i la conservació de la fauna piscícola, dels ecosistemes de les aigües continentals i la formació dels pescadors de 28 de juliol de 2003 signat pel Departament de Medi Ambient i la FCPEC.

## Organització i estructura

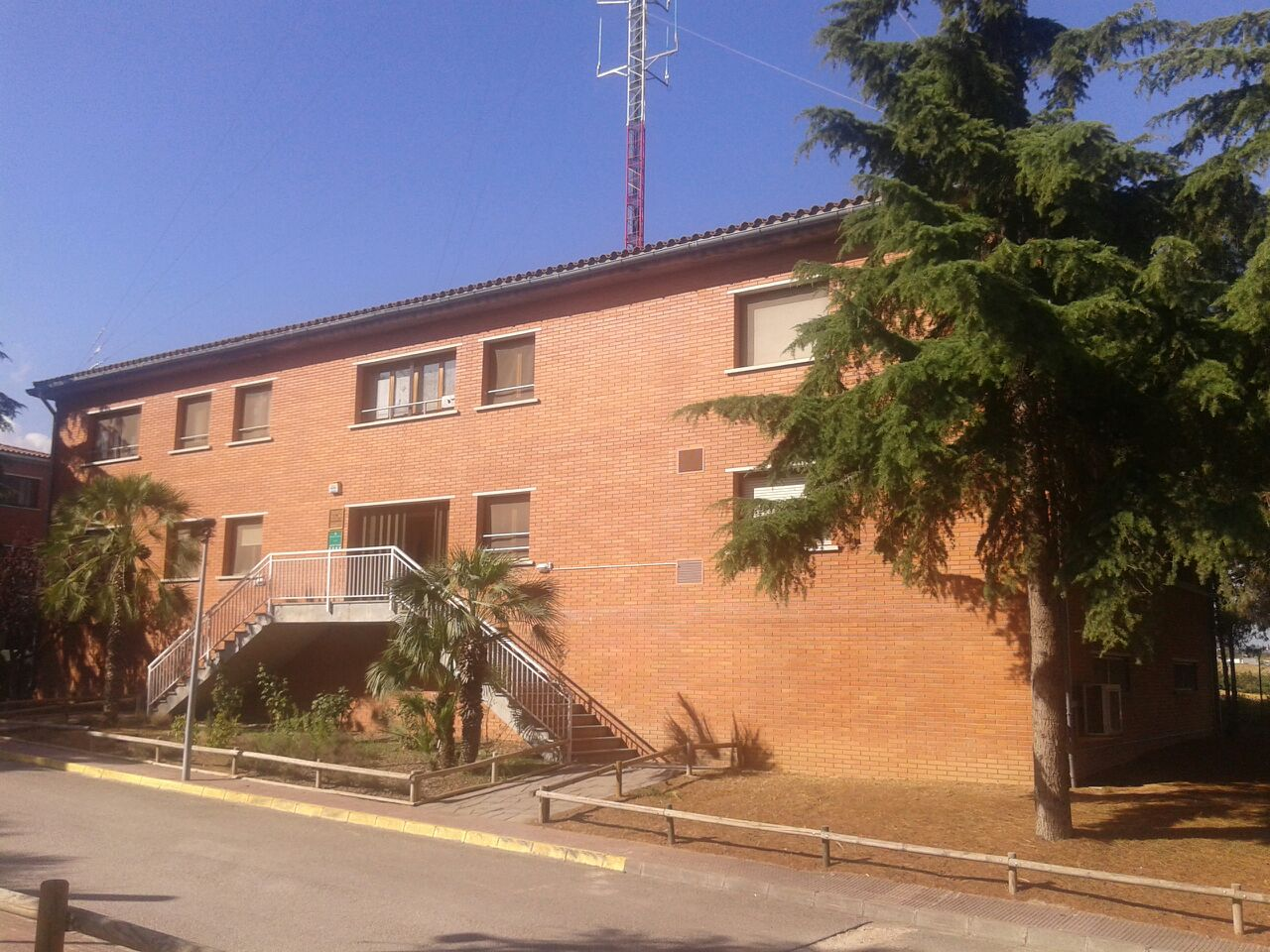
Seu central del Cos d'Agents Rurals

### Organització territorial
L'estructura del Cos d'Agents Rurals al territori està formada per:
- Àrea General. L'Àrea General constitueix el nivell superior de l'estructura territorial del Cos d'Agents Rurals i comprèn tot Catalunya. El comandament, la direcció i la coordinació de l'actuació i el funcionament de l'Àrea General corresponen a l'inspector o la inspectora en cap. L'Àrea General està ubicada a la seu central del Cos d'Agents Rurals, a Torreferrussa, al municipi de Santa Perpètua de Mogoda (Vallès Occidental).

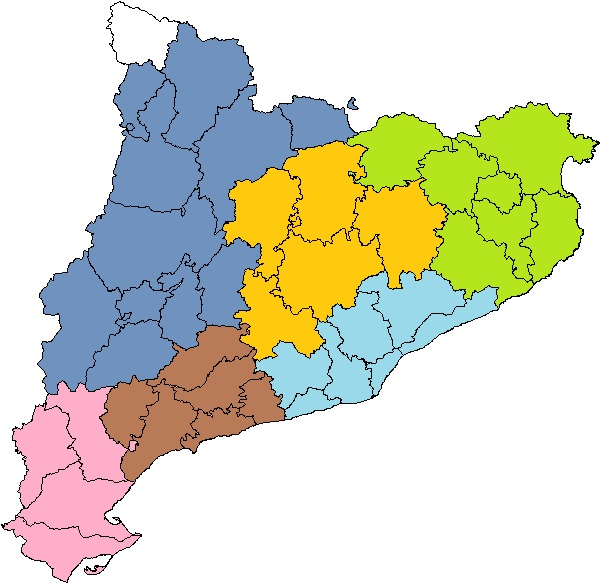
Àrees regionals del CAR

- Àrees regionals. L'àrea regional constitueix el nivell mitjà de l'estructura territorial del Cos d'Agents Rurals i comprèn la totalitat de les àrees bàsiques del seu àmbit territorial respectiu. L'àmbit territorial de cada àrea regional es correspon amb el de cada un dels serveis territorials en què s'estructura el departament competent en matèria de medi ambient. El comandament, la direcció, la coordinació, el control i la inspecció de cada àrea regional corresponen al sotsinspector o a la sotsinspectora cap de l'àrea regional respectiva. Actualment
- Àrees bàsiques. L'àrea bàsica constitueix el nivell bàsic de l'estructura territorial del Cos d'Agents Rurals i comprèn el conjunt de mitjans personals i materials de l'àmbit territorial respectiu. El comandament, la direcció, la coordinació, el control i la inspecció de cada àrea bàsica corresponen al sotsinspector o a la sotsinspectora cap de l'àrea bàsica respectiva.

### Estructura jerarquitzada
El Cos d'Agents Rurals s'estructura en una línia jeràrquica, segons les escales i les categories següents:
- Escala superior, que comprèn la categoria d'inspector o inspectora. Les seves funcions són la direcció i la coordinació de l'actuació i el funcionament de les unitats i els serveis de nivell superior adscrits al Cos d'Agents Rurals.
- Escala executiva, que comprèn la categoria de sotsinspector o sotsinspectora. Les seves funcions són la direcció, la coordinació, el control i la inspecció de les unitats en els àmbits territorials o funcionals assignats.
- Escala bàsica, que comprèn les categories de:

- Oficial o oficiala. Els correspon el control i la inspecció dels agents que tenen a càrrec, en els àmbits territorials o funcionals assignats.
- Agent major. Els correspon a més de les tasques executives bàsiques, dirigir les actuacions que els puguin ésser assignades en funció de la seva preparació i especialització, i acomplir les tasques la complexitat de les quals requereixi més experiència i capacitació tècnica.
- Agent. Els correspon les tasques d'execució definides pel capítol II de la Llei 17/2003, de 4 de juliol, del Cos d'Agents Rurals, que, per la seva complexitat, requereixen més experiència i capacitació tècnica.

## Especialitats i grups

### Especialitats
El conjunt competencial del Cos d'Agents Rurals s'agrupa en 4 àmbit materials:
a) Dins de l'àmbit material d'incendis forestals: la prevenció, vigilància, detecció i investigació d'incendis forestals.
b) Dins de l'àmbit material de fauna, caça i pesca fluvial: la vigilància, la inspecció i la col·laboració en la gestió de la caça i els recursos piscícoles fluvials i marins protegits per la legislació mediambiental; de les reserves de caça i pesca fluvial i qualsevol altre espai natural amb mesures de preservació de la fauna protegida; i la lluita contra les pràctiques furtives, i la protecció dels animals en els termes que preveu llur normativa reguladora i de la fauna silvestre.
c) Dins de l'àmbit material dels espais naturals protegits i de la biodiversitat: la vigilància, la inspecció i la col·laboració en la gestió dels espais naturals protegits; les activitats relatives a l'ús social, recreatiu i didàctic en aquests espais; la prevenció de les allaus i els danys al paisatge i el patrimoni cultural existent al medi natural; les activitats extractives minerals; les cremes i abocaments de residus; la qualitat i contaminació de les aigües; les actuacions al domini públic hidràulic i al domini públic marítim; la contaminació atmosfèrica i lumínica; la qualitat ambiental; les actuacions urbanístiques, i els impactes ambientals.
d) Dins de l'àmbit material forestal: la vigilància, la inspecció i la col·laboració en la gestió del patrimoni i els recursos forestals, les pastures en terrenys forestals, les forests catalogades públiques i privades, els camins forestals, la flora silvestre i la preservació de la flora protegida.

### Grups de suport
Els grups de suport són grups funcionals de suport, amb caràcter transversal, en relació als diferents àmbits materials i poden ser:
- El Grup de Suport Aeri (GSA): per a la realització de serveis de vigilància aèria, de censos i seguiment de fauna, de fotografia aèria i de perimetració d'incendis forestals.
- El Grup de Suport Marí (GSMa): per a la realització de serveis de vigilància i suport a la gestió en els espais marins protegits per la legislació mediambiental, i per donar suport a totes aquelles actuacions pròpies del Cos d'Agents Rurals que requereixin l'ús de tècniques i de material per al treball en el medi aquàtic.
- El Grup de Suport de Fauna i Flora (GSFF): per a la coordinació, el suport i la realització d'aquelles actuacions del Cos d'Agents Rurals en matèria de protecció dels animals i de la flora que per llur complexitat requereixin majors coneixements i dedicació.
- El Grup de Suport de Muntanya (GSM): per al suport a les actuacions pròpies del Cos d'Agents Rurals que requereixin l'ús de tècniques d'escalada o d'esquí i de presa de dades nivometeorològiques.

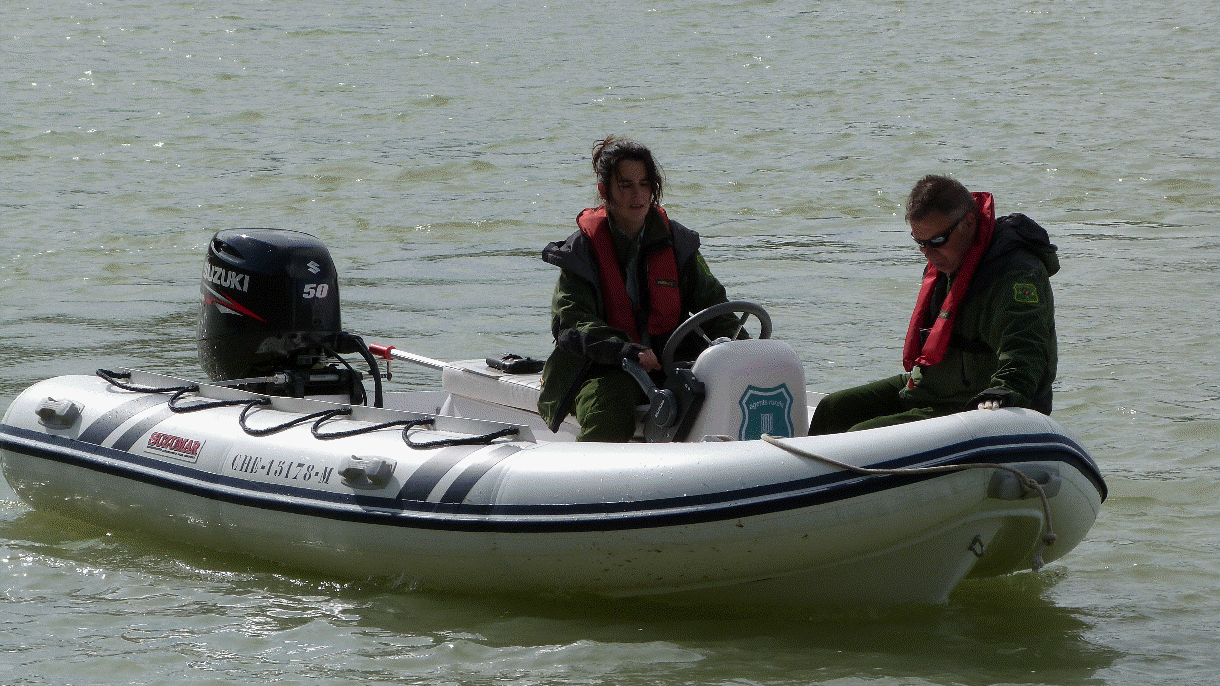
Embarcació CAR aigües interiors
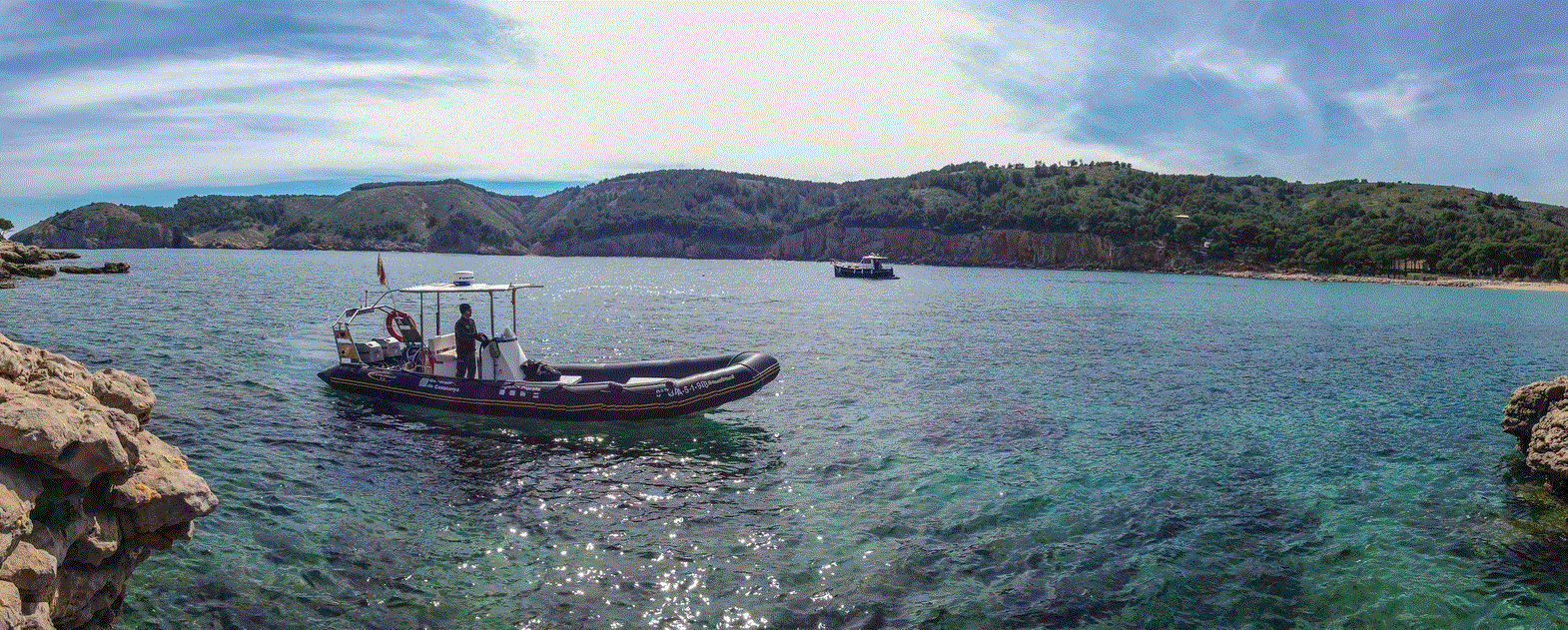
Embarcació CAR marina
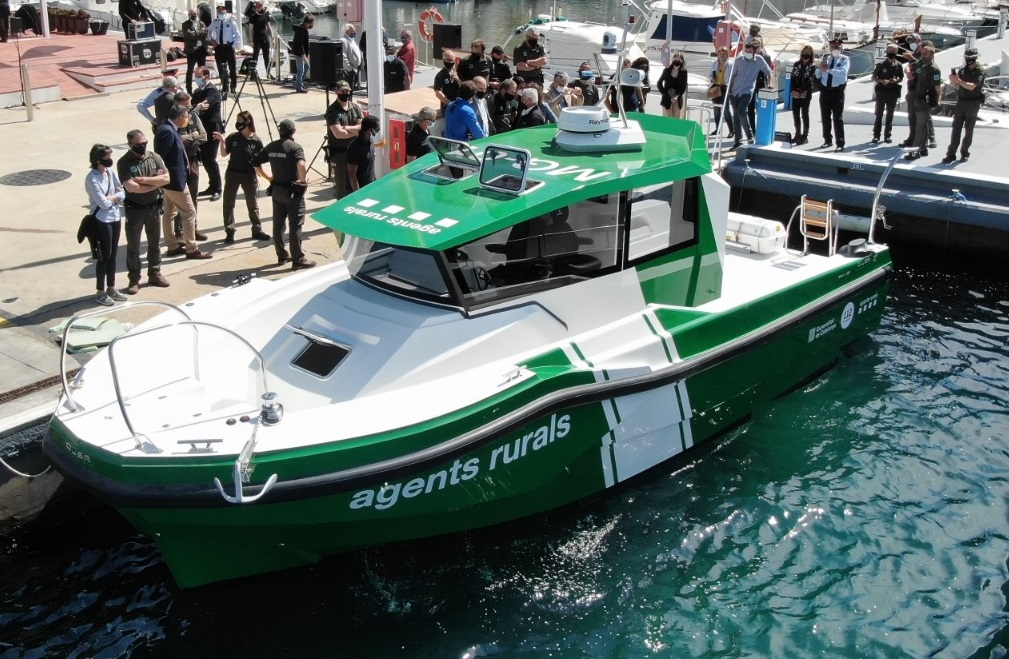
Embarcació del Grup de Suport Marí del Cos d'Agents Rurals
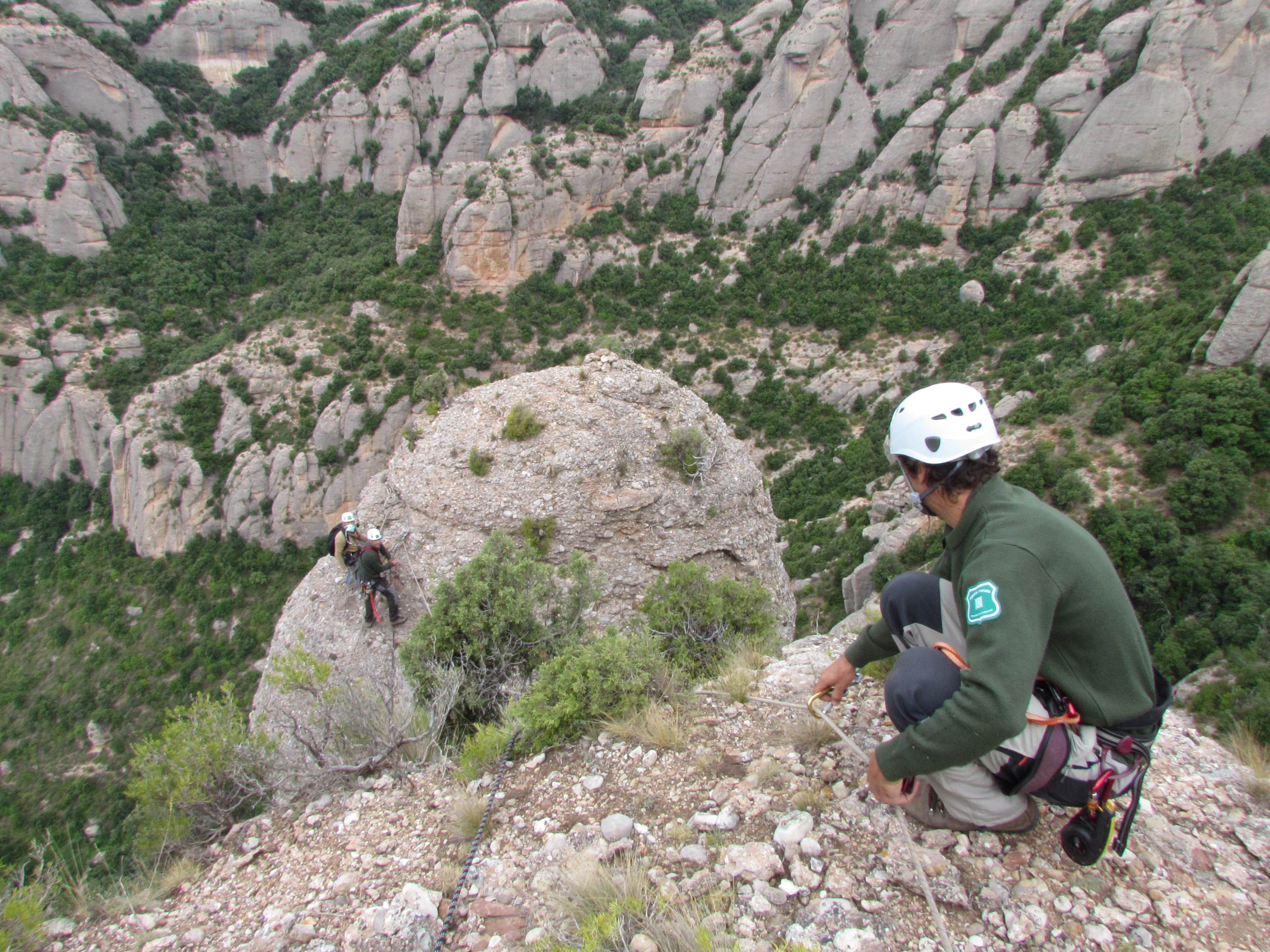
Parc Natural de Montserrat

### Grups especials
Els grups especials són grups funcionals especials per desenvolupar determinades tasques en tot o en part del territori, cas de:
- Grup Especial de Verins[223] i Antifurtivisme[224] (GEVA).
- Grup Especial Caní (GEK9).[225]
- Grup Especial de col·laboració amb l'Administració de Justícia[226] (GECAJ).
- Grup Especial de Captura Cinegètica i de Gestió d'Animals (GECA).

### Unitat de Suport a Actuacions Especials (USAE)
Constitueix un cas específic que dona suport per determinades actuacions al territori, és habitual la seva activació i presència al territori en incendis forestals de determinada consideració.

## Participació dels agents rurals als Plans d'Emergència i Protecció Civil
El Pla Territorial de Protecció Civil de Catalunya i els diferents plans Especials d'Emergències disposen els grups d'actuació i constitueix la part operativa d'aquests, executant les ordres emanades del/de la director/a del Pla. Aquests grups estan coordinats en el lloc de l'emergència pel responsable del Centre de Comandament Avançat (CCA). Cada grup està format per personal especialitzat i els seus mitjans. El Cos d'Agents Rurals és un dels cossos operatius, per a determinades tasques, en els següents plans:

### Pla Territorial de Protecció Civil de Catalunya (PROCICAT, 2006)
El Pla Territorial de Protecció Civil de Catalunya (PROCICAT, 2006) inclou als Agents Rurals a:
- Grup d'ordre. El grup d'ordre té com a objectiu principal garantir la seguretat ciutadana a la zona del sinistre i col·laborar si s'escau, en l'evacuació de la població.
- Grup logístic. Per tal d'ajudar en la neteja de camins i carreteres tallades per la caiguda d'arbres.
- Finalment, preveu al Cos d'Agents Rurals com una font d'informació en el risc de pluges, en el risc d'inundacions i/o avingudes i en el risc de neu.

### Pla especial d'emergències per risc de Vent (VENTCAT, 2017)
El Pla especial d'emergències per risc de vent (VENTCAT, 2017) inclou als Agents Rurals a:
- Grup d'intervenció: amb les següents funcions:

- Valoració des del lloc de l'emergència, determinació inicial de la zona de rescat i salvament i de la prioritat d'actuació.
- Salvament i socors de les persones atrapades i/o afectades.
- Retirada dels elements que han caigut a conseqüència de la ventada i que suposen un risc per la població o impedeixen la mobilitat.
- Extinció d'incendis i altres emergències derivades de la ventada.
- Reforç, estintolament o demolició, segons s'escaigui, d'infraestructures i d'edificis danyats a conseqüència de la ventada i que suposin un risc per a la població.
- Rescat i trasllat de ferits i víctimes fins a l'àrea d'assistència mèdica.
- Grup d'ordre: amb les següents funcions:

- En detectar la situació d'emergència, transmetre l'alarma. Valorar la repercussió de l'emergència en el lloc, així com les necessitats per tal de fer-les arribar als grups d'actuació adients. Facilitar-ne la informació quan li sigui requerida.
- Ordenar el trànsit perquè no dificulti les tasques que la resta dels grups actuació estiguin portant a terme a la zona. Aquesta tasca s'ha de dur a terme en coordinació amb la resta d'equips i haurà d'establir les rutes alternatives en coordinació amb el CECAT i el Grup Logístic (titulars i gestors de les vies).
- Garantir i facilitar l'accés dels grups actuants al lloc de l'emergència per tal que puguin realitzar les seves tasques sense ingerències estranyes ni impediments.
- Garantir la seguretat ciutadana i l'ordre públic. Assegurar la custòdia de béns a les zones afectades i/o que hagin estat evacuades Col·laborar si són requerits, i d'acord amb les autoritats municipals i els grups actuants, en tasques d'avisos a la població i d'evacuació de persones.
- Organitzar i/o executar, si cal, d'acord amb les autoritats municipals, l'evacuació de la població, o qualsevol altra acció que impliqui un gran moviment de persones.
- Per l'autoritat que representen tenen la funció de mobilitzar, si és necessari, tots els mitjans que la Direcció del Pla i els altres Grups d'Actuació necessitin per a complir les seves respectives missions.
- Proposar al grup logístic les prioritats d'actuació pel que fa a la neteja de la xarxa viària i proposar solucions de gestió per aquelles situacions urgents relacionades amb problemes de mobilitat detectats in situ.
- Facilitar la informació necessària i rellevant als altres grups i al CECAT per tal que puguin desenvolupar les seves funcions.
- Coordinar les accions amb altres grups, a través del CCA, facilitant i col·laborant amb les tasques d'informació.
- Funcions de policia judicial mentre no hi sigui present una representació del Grup Judicial i de Medicina Legal i Forense.

### Pla especial d'emergències per risc d'Allaus (ALLAUCAT, 2013)
El Pla especial d'emergències per risc d'Allaus (ALLAUCAT, 2013) inclou als Agents Rurals a:
- Grup d'intervenció: Personal del Cos d'Agents Rurals amb la formació adequada per participar en tasques de recerca i rescat de persones atrapades o afectades per allaus.
- Grup d'ordre: en cas que participin en tasques de control (o tall) d'accessos a pistes forestals, refugis, etc.
- Finalment, preveu que el Cos d'Agents Rurals doni Suport tècnic de la direcció del pla, al Comitè tècnic de seguiment del risc d'allaus (Comitè de caràcter tècnic del qual forma part un representant del Cos d'Agents Rurals) i sigui una font de detecció de l'emergència.

### Pla especial d'emergències per contaminació accidental de les aigües marines a Catalunya (CAMCAT, 2003)
El Pla especial d'emergències per contaminació accidental de les aigües marines a Catalunya (CAMCAT, 2003) compte amb participació del Cos d'Agents Rurals en el:
- Grup d'intervenció terra, amb les següents funcions:

- Salvar les vides humanes implicades o afectades per l'accident a la zona d'actuació.
- Actuar directament sobre la causa del perill, quan sigui possible.
- Valorar la situació des del lloc de l'accident.
- Determinar inicialment la zona d'intervenció.
- Combatre el sinistre, salvant propietats i fauna afectada, i paliant les conseqüències sobre l'entorn, dins dels límits possibles.
- Netejar les zones afectades.
- Recollir i emmagatzemar temporalment els residus sòlids i líquids procedents de l'accident.
- Informar el CCA de l'evolució de la situació, amb la freqüència acordada prèviament.
- Grup d'ordre terra, amb les següents funcions:

- Garantir el control d'accessos i fer la vigilància de les zones afectades on s'estiguin produint les operacions de descontaminació als efectes d'evitar accidents i la intrusió de persones o vehicles aliens.
- Garantir que tots els grups puguin realitzar les seves missions sense ingerències estranyes.
- Ordenar el trànsit, si s'escau.
- Custodiar els béns a les zones afectades.
- Custodiar els combois d'equips i persones que s'incorporin a les operacions de descontaminació.
- Col·laborar, en el cas que siguin requerits, a les tasques d'avís a la població.
- Organitzar i/o executar, si cal, d'acord amb les autoritats municipals, l'evacuació de la població, o qualsevol altra acció que impliqui moviment gran de persones.
- Per l'autoritat que representen tenen la funció de mobilitzar, si és necessari, tots els mitjans que la Direcció del Pla i els altres Grups d'Actuació necessitin per a complir les seves respectives missions.
- Exercir les funcions de policia judicial.
- En el cas que la contaminació tingui el seu origen a terra, investigar les causes i circumstàncies que l'han produït.
- Donar suport, des de terra, a l'observació de l'evolució de la contaminació.
- Donar suport, en cas que sigui necessari, al grup d'avaluació i seguiment a mar, en les tasques de vigilància i vetlla del compliment de les restriccions de pesca establertes a les zones més afectades per la contaminació.

### Pla especial d'emergències per incendis forestals a Catalunya (INFOCAT, 2012)
El Pla especial d'emergències per incendis forestals a Catalunya (INFOCAT, 2012) preveu la inclusió del Cos d'Agents Rurals en:
- Grup d'intervenció. És el grup que s'encarrega bàsicament de l'extinció de l'incendi i coordina les actuacions dels altres membres en el lloc de l'emergència a través del seu coordinador operatiu. Detalla quines són les funcions del Cos d'Agents Rurals:

- Fer una avaluació inicial de l'incendi i trametre'n les conclusions que se'n derivin.
- Combatre l'incendi, auxiliar les víctimes i aplicar les mesures de protecció adients, en col·laboració amb els serveis d'extinció d'incendis i salvaments.
- Donar el suport necessari per a l'establiment del CCA.
- Col·laborar en l'establiment de les esquadres de reserva.
- Grup d'avaluació dels incendis forestals i dels riscos associats. És el grup que s'encarrega de l'anàlisi de l'incendi forestal i assessora tècnicament el Director o Directora del Pla a través del CECAT.
- Grup d'ordre. És el grup que s'encarrega de garantir la seguretat ciutadana i d'assegurar que els altres grups d'actuació poden dur a terme les seves funcions sense cap impediment.
- Prestar suport tècnic a la Sala del CECAT quan l'emergència ho requereixi.
- Informar el coordinador del CCA i atendre les seves instruccions amb la màxima diligència a través dels seus comandaments naturals.
- Comitè tècnic del seguiment de risc d'incendi forestal (Comitè de caràcter tècnic del qual forma part un representant del Cos d'Agents Rurals). Funcions:

- Analitzar i valorar el risc d'incendi forestal.
- Fer el seguiment, la vigilància i el control del risc.
- Avaluar les conseqüències derivades del risc d'incendis forestals.
- Finalment, col·laboració amb el Centre de coordinació operativa de Catalunya (CECAT), dins l'Estructura de Suport Tècnic a la Gestió de l'Emergència.

### Pla especial d'emergències per inundacions a Catalunya (INUNCAT, 2006)
El Pla especial d'emergències per inundacions a Catalunya (INUNCAT, 2006) compte amb la participació del Cos d'Agents Rurals en el:
- Grup d'intervenció. Funcions:

- Recepció i transmissió de la notificació de la inundació.
- Valoració des del lloc de l'emergència i determinació inicial de la zona de rescat i salvaments i de la prioritat d'actuació.
- Salvament i socors de les persones afectades i aplicar les mesures de prevenció i protecció adients.
- Prevenir i reduir els efectes de la inundació i, quan sigui possible, les seves causes.
- Col·laborar en l'aplicació d'altres mesures de protecció a la població que es considerin adients.
- Si s'escau, salvar les propietats i la fauna afectada, i pal·liar les conseqüències sobre l'entorn, dins dels límits possibles.
- Les funcions pròpies de coordinador del CCA mentre o quan la coordinació recaigui en aquest grup.
- En les xarxes de gas, electricitat o aigua que puguin resultar afectades i que s'hi puguin desencadenar nous accidents per efecte dòmino, controlar les xarxes, amb la col·laboració dels responsables de les companyies de serveis.
- Col·laborar les seves actuacions amb els altres grups a través del CCA.
- Col·laborar amb el grup d'ordre, en l'evacuació de la població pressent a la possible zona afectada, en aquells casos en els quals el risc ho justifiqui.
- Grup d'ordre. El grup d'ordre té com a objectiu principal garantir la seguretat ciutadana a la zona del sinistre i

col·laborar si s'escau, en l'evacuació de la població.
- Grup logístic. Aquest grup té com a objecte assegurar la provisió dels recursos complementaris necessaris per a la gestió de l'emergència, que el/la Director/a del Pla i els grups d'actuació necessitin per a complir les seves respectives missions i de la mobilització d'aquests mitjans.
- Comitè tècnic de seguiment de risc d'inundacions (Comitè de caràcter tècnic del qual forma part un representant del Cos d'Agents Rurals).

### Pla especial d'emergències per nevades a Catalunya (NEUCAT, 2012)
El Pla especial d'emergències per nevades a Catalunya (NEUCAT, 2012) preveu la participació dels agents rurals en:
- Grup d'Intervenció. Les funcions principals del Grup d'Intervenció són:

- Recepció i transmissió d'incidències o emergències relacionades amb la nevada.  
- Des del lloc de l'emergència, fer una primera valoració de la situació, determinar la zona d'afectació i establir les prioritats d'actuació. 
- Mobilitzar i coordinar els mitjans i recursos propis més immediats disponibles per donar resposta a l'emergència. 
- Aplicar les mesures de prevenció i de protecció adients per tal de minimitzar els riscos. 
- Procedir al salvament i rescat  de les persones atrapades i/o afectades (per exemple a la xarxa viària o ferroviària).  
- Participar en l'evacuació i trasllat de les persones atrapades i/o afectades cap a zones segures o als llocs d'acollida establerts en coordinació amb el grup d'ordre, el grup sanitari i el grup logístic.
- Recerca de persones perdudes o desaparegudes. 
- Extinció d'incendis. 
- Establir prop del lloc de l'emergència el Centre de Comandament Avançat (CCA), des d'on s'efectuarà la coordinació operativa dels grups d'actuació. 
- Proposar al grup logístic les prioritats d'actuació pel que fa a la neteja de la xarxa viària i proposar solucions de gestió per aquelles situacions de criticitat relacionades amb el salvament.
- Actuacions de suport a altres grups en les situacions accidentals que ho requereixin.  
- Grup d'Ordre. Les funcions previstes per al Cos d'Agents Rurals, en funció de les diferents fases d'activació són:

- Informar dels gruixos i de l'estat dels camins, pistes forestals, accessos a nuclis aïllats, cases de pagès grans,...
- Realitzar els talls de carreteres i pistes d'accessos.
- Col·laboració amb l'Estructura de Suport Tècnic a la Gestió de l'Emergència

### Pla d'Emergència Exterior del Sector Químic de Catalunya (PLASEQCAT, 2014)
El Pla d'Emergència Exterior del Sector Químic de Catalunya (PLASEQCAT, 2014) compte amb la participació del Cos d'Agents Rurals en el:
- Grup d'Ordre. Com a integrants del grup d'ordre, sempre en el Medi Natural i a petició del CECAT, la funció principal serà:

- Garantir que els grups d'actuació puguin actuar sense cap impediment.
- Garantir el control de trànsit per l'accés als components dels grups a la zona i l'evacuació dels afectats amenaçats de dany.
- Garantir el control d'accessos i vigilància vial de les zones afectades.
- Dirigir i organitzar, si cal, l'evacuació de la població, o qualsevol altre acció que impliqui moviment gran de persones.

### Pla especial per a emergències radiològiques de Catalunya (RADCAT, 2014)
El Pla especial per a emergències radiològiques de Catalunya (RADCAT, 2014) preveu en l'activació de les diferents fases del Pla informar al Cos d'Agents Rurals.

### Procediment de resposta per emergències a Montserrat (PEMONT, 2009)
El Procediment de resposta per emergències a Montserrat (PEMONT, 2009) compte amb la participació del Cos d'Agents Rurals en el:
- Grup d'Intervenció. Si s'escau es preveu la participació dels Agents Rurals
- Grup d'Ordre. Com a integrants del grup d'ordre, la funció principal serà:

- Ordenar el trànsit. Fer els talls de carretera que s'escaiguin. Establir rutes alternatives a les vies afectades en coordinació amb el CECAT.
- Ser responsable de la seguretat ciutadana en les zones afectades, considerant com a tal seguretat tot el referent a informació, confinament i evacuació.
- Ordre públic i custòdia de béns a les zones afectades.
- Garantir que tots els grups puguin realitzar les seves funcions sense cap impediment.
- Garantir el control d'accessos i la vigilància de les zones afectades, així com l'orientació i guia de tots els grups d'actuació en aquestes zones.

## Mitjans i logística
El Cos d'Agents Rurals per la seva operativa disposa de diferents mitjans i logística com són:

### Mitjans
Per a la mobilitat al territori disposa o s'ha disposat de:
- Vehicles Tot terreny i Tot camí. En actiu, constitueix el mitjà ordinari a les diferents àrees bàsiques i permet la mobilitat per a tot tipus d'actuacions. El parc mòbil de vehicles d'agents rurals (a març de 2011) és de 198 vehicles tot-terreny i tot-camí.[235] Cal tenir en compte que és requisit de participació en una convocatòria del procés selectiu per a l'ingrés al Cos d'Agents Rurals de posseir el permís de conducció de vehicles de la classe B o permís equivalent d'acord amb la normativa aplicable, i tenir-lo en vigor.
- Embarcacions nàutiques. En actiu, es disposa d'embarcacions marítimes i d'aigües interiors. Els agents rurals usuaris d'aquests mitjans disposen de la titulació que els acredita la navegació. Al maig de 2021 van incorporar una nova embarcació Mar Brava, embarcació de 10,8 metres d'eslora total amb motorització híbrida, compta amb un motor Volvo D6-380 EVC2 de baixes emissions i amb un motor elèctric de 10Kw.[236]
- Mitjans aeris. En actiu, es disposa de dos helicopters. Els agents rurals usuaris d'aquests mitjans disposen de la titulació que els acredita el pilotatge. També es disposa de diversos drons.
- Bicicletes elèctriques. Pel patrullatge en espais naturals protegits, on la contaminació sonora dels altres vehicles pugui pertorbar l'espai.
- Furgoneta USAE. Equipada per establir-se com a CCA i centre de comunicacions en cas de necessitat o de situació d'especial envergadura.
- Motocicleta. En desús, fins a la quarta promoció (inclosa) d'agents rurals va ser requisit de participació en una convocatòria del procés selectiu per a l'ingrés al Cos d'Agents Rurals de posseir els permisos de conducció de vehicles de la categoria A, que autoritza a conduir motocicletes de qualsevol cilindrada amb sidecar o sense, tricicles i quadricicles de motor, i la categoria B, que autoritza a conduir automòbils la massa màxima autoritzada dels quals no excedeixi de 3.500 kg, i el nombre de seients, inclòs el del conductor, no excedeixi de 9, o els permisos equivalents a aquests, respectivament, de les categories A2 i B1, i tenir-lo en vigor.
- A cavall. En desús, són singularitats de determinats llocs del territori.

### Logística
Per a l'operativitat del Cos d'Agents Rurals es disposa de:
- Xarxa de comunicacions. Des de l'inici del Cos d'Agents Rurals es disposa d'una xarxa de transmissions entre agents rurals i entre agents rurals i centres de ràdio. En un inici era analògica de VHF, la xarxa Lima que treballa a la banda baixa de VHF 80 MHz[237] fins a la migració dels agents rurals a xarxa digital el 2001, restant aquesta xarxa analògica destinada a la coordinació entre les agrupacions de defensa forestal (ADF) i Agents Rurals.[238] A partir de 2001, els agents rurals disposen de la xarxa digital amb tecnologia digital Tetra mitjançant uns canals propis a la xarxa Àgora de transmissions de la Generalitat.[239] La xarxa Àgora suposa un avanç molt gran, ja que permet el coneixement de l'estat dels recursos i la seva situació geogràfica en línia amb els terminals GPS, el marcatge de pistes, camins o nius amb molta precisió, la interconnexió via xarxa informàtica o la introducció de dades directament des de la terminal de l'efectiu.[240] Amb la integració dels mossos d'esquadra a la xarxa Àgora, aquesta passa a ser xarxa de Radiocomunicacions d'Emergències i Seguretat de Catalunya (RESCAT).[241]
- Centres de ràdio. El personal de transmissions té la responsabilitat de donar suport a les actuacions dels agents rurals en qualsevol de les seves competències i molt especialment en matèria d'incendis forestals. També rep les trucades i els avisos dels ciutadans del territori que volen denunciar qualsevol acte que afecti el patrimoni natural. Els centres de control del Cos d'Agents Rurals existents i estan en actiu, el 2008, són els d'Amposta, Tarragona, Girona, Vic, Lleida i Sort, amb un Control Central a Santa Perpètua de la Mogoda. Sense comptar els funcionaris presents al Control Central, a la resta de centres hi treballen 20 persones.[242]
- Manteniment de xarxa de transmissions. Personal que efectua el manteniment de la xarxa de transmissions i garanteix l'operativitat de la mateixa.
- Estructura administrativa. Personal de la Subdirecció dels Agents Rurals necessari per a la gestió administrativa i de material.

## Reconeixements, Felicitacions i Mencions
La Generalitat de Catalunya no ha efectuat mai la regulació de reconeixements, felicitacions i mencions pels membres del Cos d'Agents Rurals. No està doncs, institucionalitzat ni públicament ni privadament allò que meritòriament fan els membres del Cos.

### Cos d'Agents Rurals
Tot i així els membres del Cos d'Agents Rurals han rebut del Departament on estaven adscrits:
- Felicitacions privades, on s'agraeix els serveis prestats en un determinat fet.
- Reconeixement pels anys de servei prestat, s'ha efectuat de manera intermitent (amb el consegüent greuge comparatiu) i no sempre de la mateixa manera ni qualitat. El darrer va ser coincidint amb els actes del 25è aniversari de la creació del Cos d'Agents Rurals, a l'octubre de 2012.

Altres cossos disposen de regulació d'aquest agraïment i en el cas de Protecció civil inclou els agents rurals com a possibles beneficiaris.
El més sorprenent és que altres col·lectius sí que han efectuat felicitacions i mencions a membres del Cos d'Agents Rurals per l'acció realitzada en matèries del seu àmbit competencial, situació que agreuja aquest buit donat que els agents rurals no poden efectuar el mateix d'acord amb el seu àmbit competencial.

### Govern de la Generalitat de Catalunya
- Guardó Medalla al treball President Macià:

- Any 1999. Guardó Medalla al treball President Macià a Josep Gilabert i Bel, Inspector en cap del Cos d'Agents Rurals, entre 1988 i 1998.

### Protecció Civil
El Departament d'Interior de la Generalitat de Catalunya efectua el reconeixement dels serveis prestats a favor de la seguretat de les persones, béns i medi ambient, dins de les línies de la protecció civil, amb el següent reconeixement públic:
- Menció

- Any 2006. Menció honorífica al cos d'agents rurals. Atesa l'entrega, la dedicació i professionalitat demostrades pel cos d'agents rurals en l'exercici de les seves funcions de protecció i prevenció integrals del medi ambient i en la protecció de les persones i els seus béns, dins de les línies de la protecció civil, aquest cos es fa mereixedor d'una especial reconeixença per part de la Generalitat de Catalunya.

### Cos de Mossos d'Esquadra
El Cos de Mossos d'Esquadra té regulat la concessió de diferents tipus de felicitacions públiques i condecoracions, als seus membres, així com d'altres cossos. El Cos d'Agents Rurals n'ha rebut: 
- Condecoracions

Han atorgat condecoracions a membres del Cos d'Agents Rurals amb reconeixement públic, via publicació al Diari Oficial de la Generalitat de Catalunya (DOGC) a:
- Any 2006. Medalla de bronze al mèrit policial amb distintiu blau al sotsinspector Ignasi Dalmases i Thió del Cos d'Agents Rurals a Girona.
- Any 2012. Medalla de bronze al mèrit policial amb distintiu blau a l'inspector en cap del Cos d'Agents Rurals.
- Any 2014. Medalla de bronze al mèrit policial amb distintiu blau al membre del cos d'Agents Rurals amb número d'identificació 03428137X.
També el Cos de Mossos d'Esquadra distingeix a persones, individuals i col·lectives, i institucions coincidint amb el dia de les Esquadres, acte de caràcter regional que presideix el seu propi Conseller, en aquest acte s'ha reconegut a membres del Cos d'Agents Rurals:
- Felicitacions

- Any 2011:
- A Vic (Osona) Regió Policial Central (RPC). Felicitació pública individual Tipus A, a uns Agents Rurals membres de l'Àrea Bàsica de Bages per la investigació de causa d'inici d'un incendi provocat a Cardona, amb la posterior detenció per part de la policia local de l'incendiari.
- Any 2012:
- A Solsona (Solsonès) Regió Policial Central (RPC). Felicitació pública individual Tipus A, a uns Agents Rurals membres de l'Àrea Bàsica de l'Anoia per la col·laboració en el POE i per la investigació de causa d'inici d'un incendi de 900 ha.
- Any 2013:
- A Figueres (Alt Empordà) Regió Policial de Girona (RPG). Felicitació pública individual Tipus A, a uns Agents Rurals membres de l'Àrea Bàsica del Baix Empordà per la col·laboració amb Mossos d'Esquadra en la resolució de cas d'incendis intencionats.
- A Sant Sadurní d'Anoia  (Alt Penedès) Regió Policial Metropolitana Sud (RPMS). Felicitació pública col·lectiva, a uns Agents Rurals membres de l'Àrea Bàsica de l'Alt Penedès per la resolució d'una sèrie d'incendis provocats.
- Reconeixements

- Any 2007:
- A Olot (Garrotxa) Regió Policial de Girona (RPG). Reconeixement públic, a un Agent Rural membre de l'Àrea Bàsica de la Garrotxa per la seva col·laboració amb la Policia de la Generalitat-Mossos d'Esquadra.
- Any 2014:
- A Sant Cugat del Vallès (Vallès Occidental) Regió Policial Metropolitana Nord (RPMN). Reconeixement públic, als Agents Rurals membres de l'Àrea Bàsica del Maresme per la tasca duta a terme amb col·laboració de la Policia de la Generalitat-Mossos d'Esquadra.

### Cos de Bombers de la Generalitat
El Cos de Bombers de la Generalitat distingeix a persones, individuals i col·lectives, i institucions coincidint amb la seva festa patronal (Sant Joan de Déu) que presideix el seu propi Conseller, en aquest acte s'ha reconegut:
- Menció

- Any 2014, a Vilafranca del Penedès (Alt Penedès). Menció Honorífica per al Cos d'Agents Rurals per la seva tasca en defensa del medi natural i l'estreta col·laboració amb els Bombers de la Generalitat.

### Altres reconeixements
La Societat Espanyola d'Ornitologia (SEO/BirdLife) va atorgar:
- Premi

- Any 2010, en la IV edició del premi Francisco Bernis en la categoria de Conservació al Grup Especial de Verins i Antifurtivisme (GEVA) del Cos d'Agents Rurals.
- Any 2014, en la VIII edició del premi Francisco Bernis en la categoria de Conservació als Agents Forestals i Medioambientals d'Espanya, conjunt de cossos de les administracions públiques, entre els quals hi ha el Cos d'Agents Rurals.
La Federació d'Agrupacions de Defensa Forestal (ADF) del Maresme i del Vallès Oriental va atorgar:
- Premi

- Any 2017, en la 16ena Trobada de voluntaris i d'ADF del Maresme i del Vallès Oriental. Es va premiar amb el guardó Roure de Plata al Cap de l'Àrea Bàsica del Maresme del Cos d'Agents Rurals, en honor dels dos agents del cos morts a Lleida i per la feina de control dels boscos.

## Honor i glòria
Al Cos d'Agents Rurals (i per extensió en treballar actualment junts s'hi compte també els companys guardes de reserves) hi ha hagut als llargs dels anys pèrdues traumàtiques de membres del Cos. Amb el record per les persones finades perdudes en acte de servei, In memoriam: 
- Albert Arilla Lahoz. Personal laboral del col·lectiu de guardes de reserva de fauna amb la categoria professional de guarda major, adscrit a la reserva nacional de caça del Cadí. Mort instantani el 08/12/2000 en accident de muntanya en caure en una cinglera en l'exercici d'un acostament de cacera d'isard a Saldes (el Berguedà). En honor seu hi ha un Mirador al municipi de Gisclareny.[256] Tenia 46 anys.
- Alberto Orenga Porcar. Personal laboral del col·lectiu de guardes de reserva de fauna amb la categoria professional de guarda de 1a de reserves de fauna, adscrit a la reserva nacional de caça dels Ports de Tortosa i Beseit. Mort el 03/06/2004 en un accident de trànsit esdevingut el mateix dia (sortida de la via i bolcat per un barranc) al camí Mangranar, en el límit entre les províncies de Castelló de la Plana i de Tarragona a La Pobla de Benifassà (Baix Maestrat).[257] Tenia 57 anys.[258]
- Jordi Vidal i Subirà.[259] Funcionari del Cos d'Agents Rurals amb la categoria d'agent rural i número d'identificació professional 1273, adscrit a l'àrea bàsica del Berguedà. Mort instantani en un accident de trànsit (sortida de la via) el 24/11/2005 a la carretera C16 a Guardiola de Berguedà (el Berguedà).[260] Natural i resident a Bagà (el Berguedà), tenia 34 anys i deixa família i vídua.
- Jaume Rey Laguia. Funcionari del Cos d'Agents Rurals amb el càrrec de Cap d'àrea bàsica, adscrit a l'àrea bàsica de l'Alt Urgell. Trobat mort per suïcidi prop de la casa forestal Mas d'en Coll a Alàs i Cerc (Alt Urgell). La persona finada es va llevar la vida el 25/03/2012 a conseqüència de la seva feina i de la responsabilitat que li va provocar un fet vinculat amb el seu lloc de treball, l'incendi forestal de Calbinyà,[261] al terme municipal de Les Valls de Valira (l'Alt Urgell) iniciat el 08/03/2012, segons sentència 2848/2014 de la Sala Social del Tribunal Superior de Justícia de Catalunya d'11/04/2014.[262] Tenia 51 anys. En honor seu, el dia 13/12/2014 l'Associació Professional d'Agents Rurals de Catalunya va efectuar un acte de record a la seva persona.[263]
- David Iglesias Díaz. Funcionari del Cos d'Agents Rurals amb la categoria d'agent rural i número d'identificació professional 1579, adscrit a l'àrea bàsica de l'Urgell. Assassinat instantani quan realitzava un control de caça rutinari conjuntament amb Francesc Xavier Ribas Villas, per un caçador il·legal del tord, el 21/01/2017 a un vedat d'Aspa (el Segrià).[264] El Govern decretà el 22 de gener, Dia de dol pel doble homicidi.[265] Natural de Lleida (el Segrià) i resident a Alcoletge (el Segrià), tenia 39 anys i deixa família, vídua i era pare d'una nena de 7 anys.[266] En honor seu (i del company Francesc Xavier Ribes) es va posar el seu nom a una nova espècie d'insecte autòcton que es va identificar com la somereta de Davier (Pycnogaster ribesiglesiasii). El nom comú de Davier és la composició a partir dels noms de David i Xavier, i el nom científic d'espècie ribesiglesiasii és la composició dels dos primers cognoms d'en Francesc Xavier i d'en David.
- Francesc Xavier Ribas Villas. Funcionari del Cos d'Agents Rurals amb la categoria d'agent rural i número d'identificació professional 1413, adscrit a l'àrea bàsica del Segrià. Assassinat instantani quan realitzava un control de caça rutinari conjuntament amb David Iglesias Díaz, per un caçador il·legal del tord, el 21/01/2017 a un vedat d'Aspa (el Segrià).[264] El Govern decretà el 22 de gener, Dia de dol pel doble homicidi.[265] Natural de Soses (el Segrià) i resident a Lleida (el Segrià), tenia 43 anys i deixa família, vídua i era pare d'un nen de 10 anys.[266] En honor seu (i del company David Iglesias Díaz) es va posar el seu nom a una nova espècie d'insecte autòcton que es va identificar com la somereta de Davier (Pycnogaster ribesiglesiasii). El nom comú de Davier és la composició a partir dels noms de David i Xavier, i el nom científic d'espècie ribesiglesiasii és la composició dels dos primers cognoms d'en Francesc Xavier i d'en David.

## Singularitats dels agents rurals
Algunes de les tasques efectuades pels agents rurals són tan puntuals que cal anotar-les per no quedar perdudes en la posteritat:
- L'estiu de 1986 va ser especialment dur amb incendis forestals i calia fer arribar consells i mesures de prevenció a la població en general. Es van fer una campanya habitual (premsa, ràdio i televisió), el més sorprenent va ser que els agents forestals (encara no s'havia creat el Cos d'Agents Rurals) se'ls va demanar que es col·loquessin als peatges de les autopistes de la conurbació de Barcelona i situat vora el peatger a la filada entre carrils, vestits amb el seu uniforme oficial (sense cap element d'alta visibilitat) van repartir fulls amb mesures preventives als vehicles que s'hi aturaven a pagar, una mesura excepcional que va afectar uns quants caps de setmana.[cal citació]
- A l'estiu de 1988 es va declarar l'existència d'un brot de la malaltia equina africana al sud d'Espanya. La malaltia equina africana (African horse sickness, AHS) és una malaltia vírica altament infecciosa i mortal que té com a vector un insecte. Normalment afecta els cavalls les mules i els ases. En aquells moments, Barcelona era designada seu dels Jocs Olímpics d'Estiu de 1992, oficialment Jocs Olímpics de la XXV Olimpíada i corria perill la realització de les proves d'hípica pel fort risc de contagi i fatalitat (El Comitè Olímpic Internacional -COI- havia previst el canvi de seu si ho demanava la Federació Internacional Eqüestre). Davant d'això, el 1989 el Departament d'Agricultura, Ramaderia i Pesca (administració competent en matèria de sanitat animal) declara:[267]

- Catalunya territori lliure de pesta equina africana i s'estableix un pla de vigilància i prevenció d'aquesta malaltia. Això va suposar a la pràctica que s'havia de conèixer i reconèixer tots els animals citats existents a Catalunya. Una tasca que s'havia de fer amb celeritat i que es va encarregar als agents rurals documentar per a inventariar i actualitzar les dades de la cabana equina de tota Catalunya, es calculava que era formada per uns 7000 exemplars.
- Una frontera sanitària que obligava al transport de bestiar equí que entres a Catalunya i evitar el contagi. Aquesta acció no va ser exempta de polèmica, però finalment el 23 d'agost s'instauren els 2 controls previstos, participats per agents rurals:
- Carretera N-II, terme municipal de Torres de Segre.
- Carretera N-340, terme municipal de Sant Carles de la Ràpita.
I així comencen els agents rurals a controlar camions de bestiar. Posteriorment, es va prohibir accedir a Catalunya amb equins que no fos pels punts citats.
Finalment, es van efectuar les proves d'hípica previstes als Jocs Olímpics d'estiu de 1992.
- A primers de 1997 a la demarcació de Lleida es detecta en granges de bestiar porcí la malaltia de la Pesta porcina clàssica (PPC)[273] una de les principals malalties víriques que afecta el bestiar porcí i és una important amenaça al sistema productiu porcí. Per fer front a la situació, des del Departament d'Agricultura, Ramaderia i Pesca es va comptar amb els Agents Rurals que van efectuar:

- Controls de moviment de bestiar. Amb:
-Punt estàtic, al voral de la carretera, a Cervera vora la carretera N-II, on s'obligava a aturar-se als transportistes de bestiar porcí que pretenien sortir de la zona afectada. Comprovada la procedència dels animals, els Agents Rurals precintaven les portes de bestiar dels camions, les quals havien de ser desprecintades pels Veterinaris Oficials dels escorxadors de destí.
Curiositat. Durant els controls, un Renault 4L, logotipat d'Agents Rurals era estacionat al voral de la carretera amb la senyalització del control, i un vehicle se'l va endur pel davant. Per sort no va haver-hi cap ferit, perquè els ocupants estaven precintant un camió. Sort del camió!
-Vigilància dinàmica. Es comprovava dintre la zona d'immobilització de bestiar porcí que no es produís moviments de bestiar.
- Sacrifici de bestiar. El bestiar porcí immobilitzat per evitar el risc de contagi i d'epidèmia es va sacrificar i soterrar, majoritàriament a la mateixa explotació ramadera. Aquesta acció massiva que va afectar més de 507000 porcs (a l'agost de 1997), va obligar a emprendre accions impressionants. Els Agents Rurals van haver de fer ús del seu armament oficial per efectuar aquesta acció, amb centenars de trets cada dia. Acció tan gran que va obligar a canviar diversos canons de carrabina, així com d'agulles percutores de l'armament emprat.
La bona notícia és que es va erradicar aquesta patologia.
- Desembre de 2002 a febrer de 2003. L'enfonsament i posterior vessament de petroli del vaixell Prestige a la costa de Rias Baixas a Galícia va suposar la participació de milers de persones que com a voluntaris s'hi van desplaçar a retirar el material que arribava a la costa, l'anomenat chapapote. Des de Catalunya, l'Institut Català del Voluntariat (l'INCAVOL) va gestionar els autocars que portaven voluntaris catalans. Inicialment, molts agents rurals van participar anònimament com a voluntaris, posteriorment es va organitzar els desplaçaments i es va encarregar en diferents combois la coordinació dels voluntaris als agents rurals que s'hi van desplaçar uniformats i amb l'equipament i logística pròpia d'aquest Cos.[275][276]
- Del 7 al 16 de juny de 2004.[277] El vessament de fuel procedent d'una paperera a la llera del riu Fluvià als municipis de Maià de Montcal i de Serinyà, a la Garrotxa, era un desastre ecològic que es podia estendre i afectar altres zones (almenys 17 municipis estaven alertats),[278] així com espais naturals protegits aigües avall. Els agents rurals van ser peces claus en el control i retirada del contaminant[279] (quantificat en 190 tones de mescla de fuel i d'aigua), gràcies, entre d'altres, als coneixements adquirits en la recollida de petroli del Prestige a Galícia.
- Del 12 al 17 d'agost de 2006.[280] L'estiu de 2006 era especialment dur a Galícia amb unes condicions meteorològiques extremes i la coincidència d'incendis forestals simultanis reiteradament. Des del govern gallec es va demanar ajut, la resposta des de la Generalitat de Catalunya va ser un efectuada pels departaments d'Interior (amb bombers) i Medi Ambient i Habitatge (DMAH). Des del DAMH, s'hi va desplaçar un combinat de 18 persones voluntàries format per agents rurals, personal del Servei de Prevenció d'Incendis Forestal (Grup especial de prevenció d'incendis forestals -Gepif- i un tècnic) i de les agrupacions de defensa forestal (ADF) número 175 d'Olesa de Montserrat-Esparreguera i 247 de Sabadell,[281] es van desplaçar amb 12 vehicles (tot terrenys i camions) cap a Galícia. El desplaçament del comboi a partir de Fraga (Aragó) ja va ser conjunt dels dos departaments[282] i a Galícia van treballar per separat, els agents rurals van estar ubicats a Fisterra on pernoctaven a l'alberg de pelegrins, des d'on van ajudar en l'extinció de diferents incendis en aquella àrea (a O Ézaro, Cee i Mazaricos). Amb els agents rurals s'hi va desplaçar i es va oferir una unitat d'investigació de causes d'incendis forestals que finalment no va actuar i va col·laborar en l'extinció d'incendis forestals. Galícia tenia entre 1995 i 2004 una taxa molt elevada d'incendis forestals intencionats, 5,59 incendis forestals intencionals per cada 1000 hectàrees, a diferència de Catalunya que se situava en 0,37 (una de les més baixes de l'Estat).[283] Durant l'estada van rebre la visita de Ramon Luque i Porriño, Director General del Medi Natural de la Generalitat de Catalunya per agrair personalment l'esforç realitzat pels voluntaris.
- El dia 8 de març de 2010 hi va haver una forta nevada, coneguda com la nevada a Catalunya del 2010, on amb gruixos considerables de fins a un metre de neu a la façana litoral gironina, va deixar limitada la mobilitat a vehicles amb prestacions tot terreny i amb equipament hivernal. Els agents rurals van estar donant suport a aquesta situació d'emergència ajudant a la mobilitat viària enmig de la copiosa nevada. A darreres hores del vespre i advertits per un mosso d'esquadra es van adreçar a un domicili particular on havia nascut prematurament una criatura, una nena de només 6 mesos d'embaràs, assistida pel metge i la infermera del Centre d'Atenció Primària (CAP). La situació es presentava dramàtica, ja era negre nit, la nevada continuava caient i el gruix limitava severament la mobilitat, sense fluid elèctric, ni calefacció, el nadó embolcallat en una tovallola i amb paper de plata als braços de la infermera i la mare abatuda pel part al llit. S'efectua un trasllat amb el vehicle dels agents rurals amb la infermera, el nadó i la mare cap al CAP La Bisbal d'Empordà, allà s'organitza un desplaçament cap a l'hospital de Palamós (on poden fer-se càrrec d'un nadó prematur), un desplaçament de 20 quilòmetres que en condicions normals es fa en 20 minuts i que ara no se sabia que podia ser. Es preparen 2 vehicles tot terreny d'agents rurals equipats tots amb cadenes a les quatre rodes, un vehicle amb els passatgers: infermera, nadó i mare, i a l'altra agents rurals de suport per evitar els ensurts que puguin haver-hi amb pales, motoserra, ... S'inicia el trasllat a les 10 de la nit i s'arriba a Palamós després de superar nombrosos obstacles, apartar vehicles i d'ensurts, en què, la criatura i la mare van arribar a bon port. Nota: A la criatura no li van posar de nom Neus.[cal citació]

## Representació sindical i associativa

### Sindicats
Al Cos d'Agents Rurals hi ha representació de diferents sindicats de l'administració pública (per ordre cronològic d'existència al CAR):
- Secció sindical d'UGT del Cos d'Agents Rurals.
- Agrupació d'Agents Forestals de Catalunya de CCOO.
- Secció sindical d'agents rurals de CATAC-IAC.
- Secció d'Agents Rurals del sindicat CSIF.
- Secció d'Agents Rurals del sindicat Intersindical CsC.

### Associacions professionals
Al Cos d'Agents Rurals hi ha hagut als llargs dels anys, les següents associacions professionals (per ordre cronològic d'existència al CAR):
- Asociación Profesional de Agentes Forestales de la Administración en Cataluña (APAFAC). Creada el 13 d'abril de 1984. Associació que aglutinava als agents forestals transferits a la Generalitat de Catalunya i que va tenir la seva activitat a la dècada dels anys 80, posteriorment va entrar en inactivitat fins a la seva dissolució.
- Asociación de los Agentes Forestales del Estado en Catalunya (ACAFE-Catalunya).[284] Registrada el 4 de novembre de 1986.
- Associació Professional d'Agents Rurals de Catalunya (AsPARC). Inicialment registrada el 5 de novembre de 1996 amb el nom d'Associació Professional dels Agents Forestals de Catalunya (APAFC),[285] va canviar el seu nom pel citat inicialment el 2013.
- Associació de Guardes de Reserves i Fauna.[286] Inscrita el dia 25 de febrer de 2000. Entitat formada per membres del col·lectiu de guardes de reserva de fauna.[287]

Per altra banda, també hi ha associacions professionals d'àmbit territorial més ampli que agrega a Agents Rurals, és el cas de:
- Associació Espanyola d'Agents Forestals i Mediambientals (AEAFMA). Constituïda el 31 de gener de 1999, té per finalitat treballar pels interessos professionals, el foment, desenvolupament i difusió de l'activitat professional dels Agents Forestals i Mediambientals d'Espanya. AEAFMA és, a la vegada, membre de la Federació Internacional de Guardaparcs (International Ranger Federation -IRF-).
- Federació Internacional de Guardaparcs o International Ranger Federation (IRF). Organització que representa els Agents Forestals i Guardaparcs de tot el món. Va ser fundada el 1992 amb un acord signat entre diferents associacions d'aquests col·lectius d'Anglaterra, Gal·les, Escòcia i Estats Units. Actualment, és present a més de 42 països.

Organitza cada 3 anys un congrés mundial

## Participació en competicions esportives de Policies i Bombers
Les competicions esportives de Policies i Bombers són unes competicions multiesportives biennals obertes a la participació de membres de cossos de seguretat i bombers, en actiu o retirats. Els agents rurals participants ho fan de forma voluntària i en representació del Cos d'Agents Rurals.
Els Agents Rurals han participat en diferents competicions esportives professionals, com són:

### Jocs Mundials de Policies i Bombers (WPFG)
La participació dels Agents Rurals als Jocs Mundials de Policies i Bombers (WPFG en anglès) s'inicia amb Estocolm 1999, des d'aleshores i fins ara, a:
| Any  | Ciutat Organitzadora de l'esdeveniment     | Or | Plata | Bronze | Total | Participació |
| 1999 | Estocolm (Suècia)                          | 0  | 0     | 0      | 0     | 1 agent rural home, en l'especialitat d'atletisme.                                                                                              |
| 2003 | Barcelona (Catalunya)                      | 1  | 0     | 6      | 7     | 87 agents rurals, dels quals han estat guardonats 6 agents: 4 dones i 2 homes, en les especialitats de natació, lluita grecoromana, judo i BTT. |
| 2005 | Ciutat de Quebec (Quebec, Canadà)          | 0  | 1     | 1      | 2     | |
| 2007 | Adelaida (Austràlia Meridional, Austràlia) | 0  | 0     | 1      | 1     | 2 agents rurals, dels quals han estat guardonats 1 agent: 1 home, en l'especialitat de karate.                                                  |
| 2009 | Vancouver (Colúmbia Britànica, Canadà)     | 3  | 0     | 0      | 3     | 9 agents rurals, dels quals han estat guardonats 2 agents: 2 homes, en les especialitats de karate i ciclisme de carretera.                     |
| 2011 | Nova York (Estat de Nova York, EUA)        | 0  | 1     | 1      | 2     | |
| 2013 | Belfast (Irlanda del Nord, Regne Unit)     | 0  | 3     | 1      | 4     | 8 agents rurals, dels quals han estat guardonats 3 agents: 3 homes, en les especialitats de karate, tir amb arc (round 900) i natació.          |

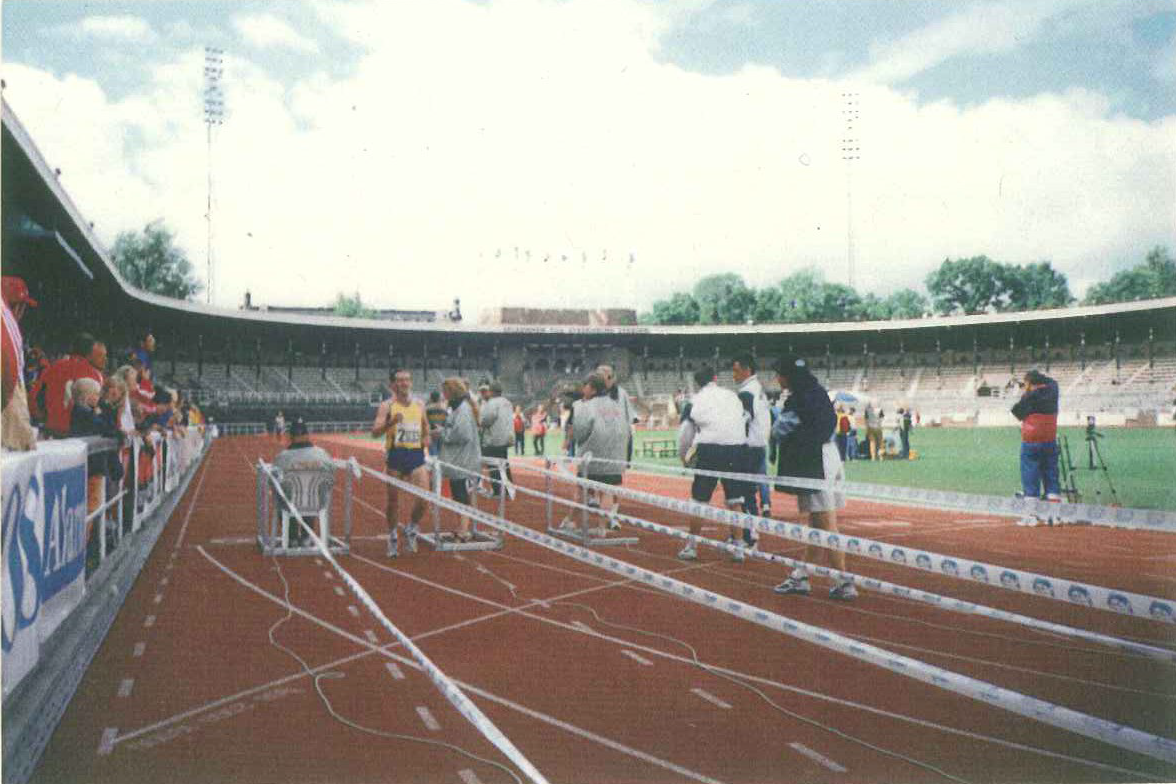
Participant CAR Atletisme 1999
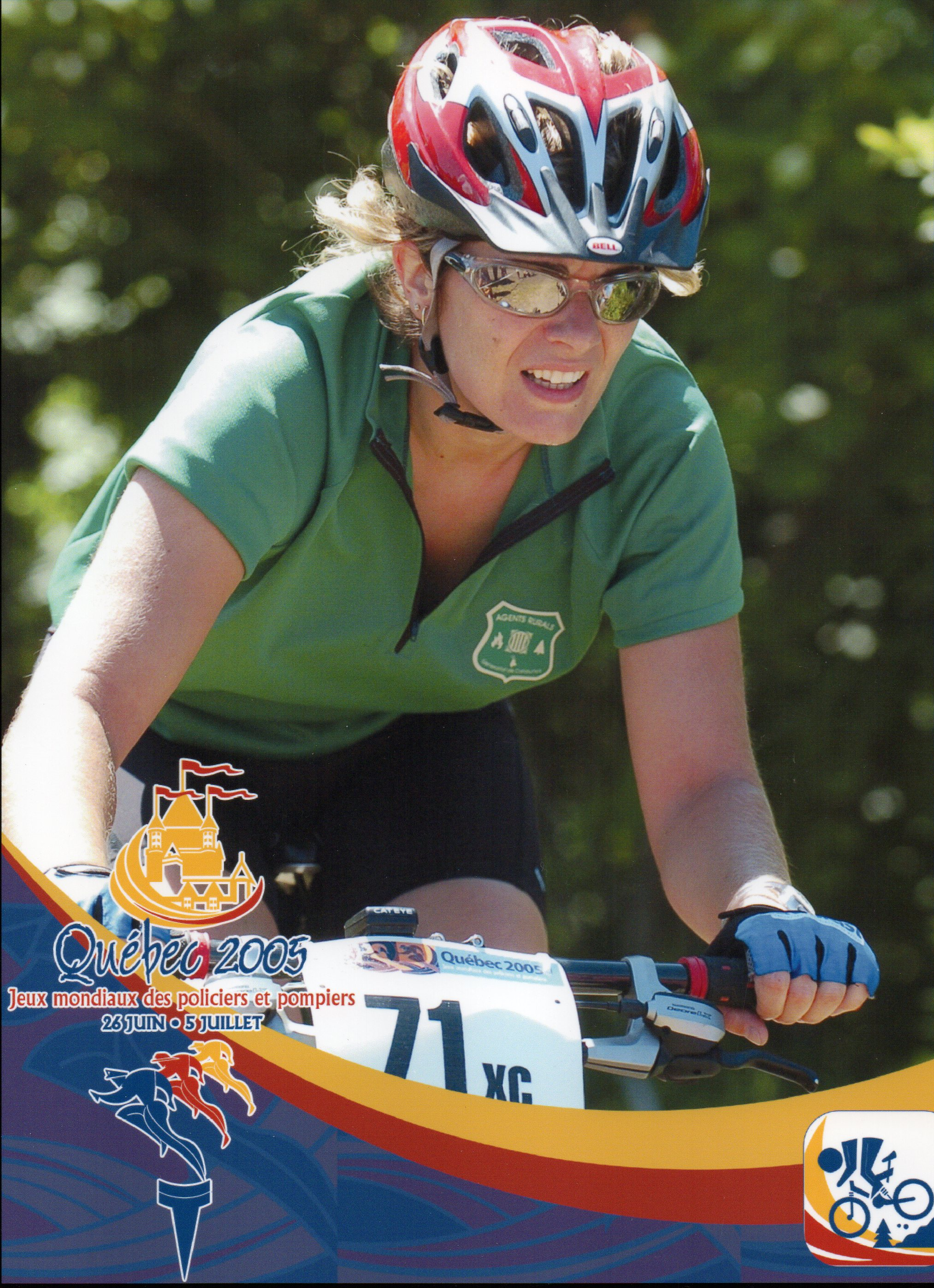
Participant CAR Cross-country 2005

### Jocs Europeus de Policies i Bombers (EPFG)[calcitació]
La participació dels Agents Rurals als Jocs Europeus de Policies i Bombers (EPFG en anglès o europolib) s'inicia amb Pontevedra 2008, des d'aleshores i fins ara, a:
| Any  | Ciutat Organitzadora de l'event    | Or | Plata | Bronze | Total |
| 2008 | Pontevedra (Galícia, Espanya)      | 2  | 0     | 1      | 3     |
| 2010 | València (País Valencià, Espanya)  | 0  | 0     | 0      | 0     |
| 2012 | Tenerife (Canàries, Espanya)       | 0  | 0     | 0      | 0     |
| 2014 | Brussel·les (Brussel·les, Bèlgica) | 0  | 0     | 0      | 0     |

### Campionat Europeu Esportiu de Policies i Bombers[calcitació]
La participació dels Agents Rurals al Campionat Europeu Esportiu de Policies i Bombers s'ha realitzat a Andorra 2010.
| Any  | Ciutat Organitzadora de l'event | Or | Plata | Bronze | Total |
| 2010 | Andorra (Andorra)               | 1  | 0     | 0      | 1     |